# Équipe cycliste TotalEnergies

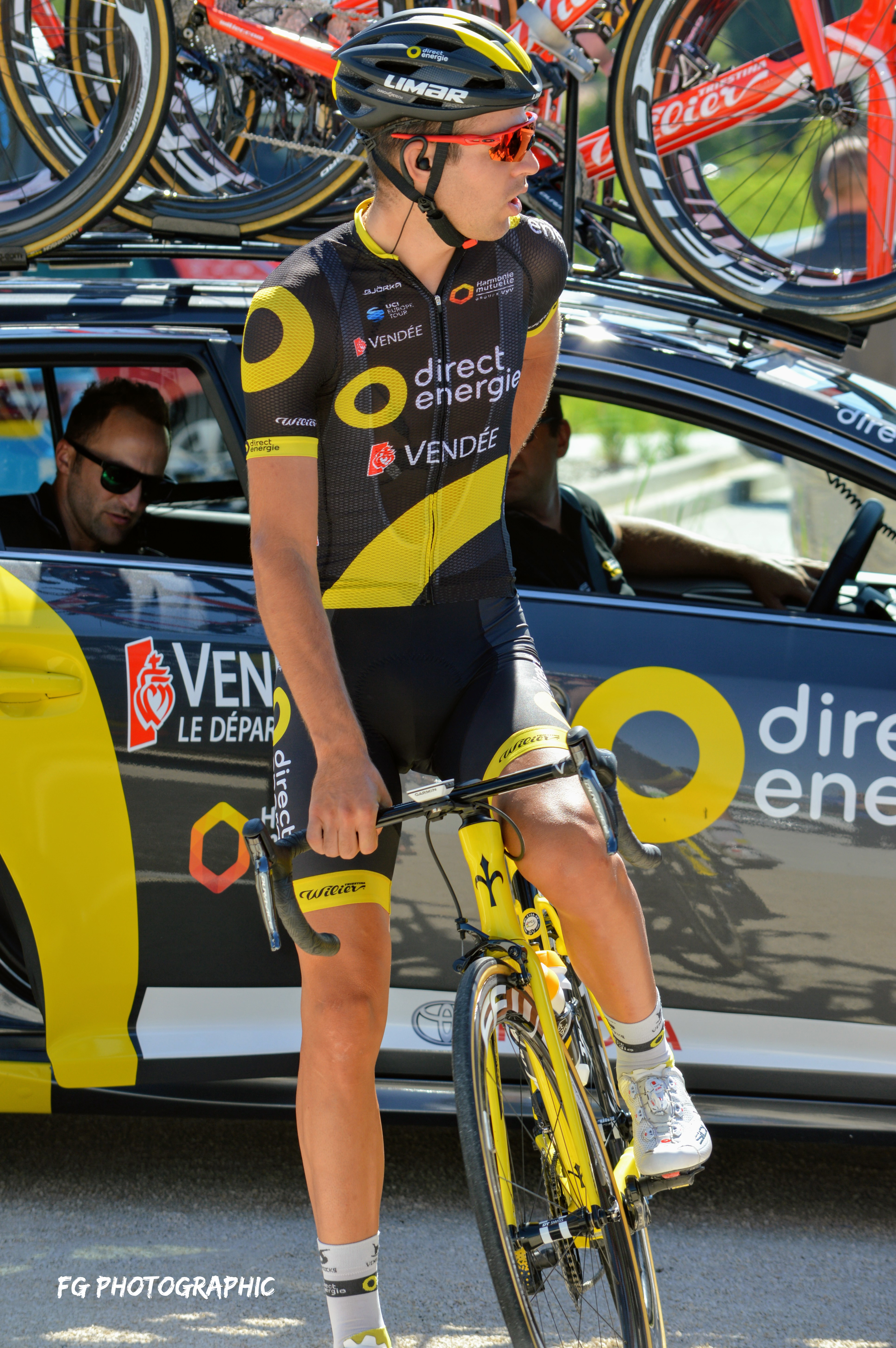
Lilian Calmejane - Août 2018

Pour l’article homonyme, voir TotalEnergies.
L'équipe cycliste TotalEnergies est une équipe française de cyclisme professionnel sur route ayant le statut d'UCI ProTeam. La formation est dirigée par l'ancien coureur professionnel Jean-René Bernaudeau, fondateur de la structure Vendée U en 1991 dont sont issus plusieurs membres de l'équipe.
Créée en 2000 sous le nom de « Bonjour », l'équipe s'est appelée « Brioches La Boulangère » en 2003 et 2004, puis « Bouygues Telecom » de 2005 à 2008 et « BBox Bouygues Telecom » en 2009 et 2010. Elle est sponsorisée entre 2011 et 2015 par la société de location de véhicules Europcar, puis à partir de 2016 par le fournisseur d'électricité et de gaz Direct Énergie, renommé TotalEnergies le 16 juin 2021.
La formation vendéenne a notamment compté dans ses rangs Didier Rous, double champion de France et vainqueur du Grand Prix du Midi libre et du Grand Prix de Plouay, Thomas Voeckler, double champion de France, vainqueur du Grand Prix de Plouay, quatrième du Tour de France 2011, et maillot à pois en 2012, Sylvain Chavanel, Jérôme Pineau, François Simon, sixième du Tour de France 2001, Pierrick Fédrigo, vainqueur du Grand Prix de Plouay et de plusieurs étapes du Tour de France, et Xavier Florencio, lauréat de la Classique de Saint-Sébastien 2006. Elle participe principalement aux épreuves des circuits continentaux, mais elle bénéficie également d'invitations pour des courses du calendrier UCI World Tour. Ainsi depuis sa création en 2000, l'équipe de Jean-René Bernaudeau n'a manqué aucune participation au Tour de France.
L'équipe fait partie de l'UCI World Tour en 2014, mais perd sa licence en 2015.

## Histoire de l'équipe

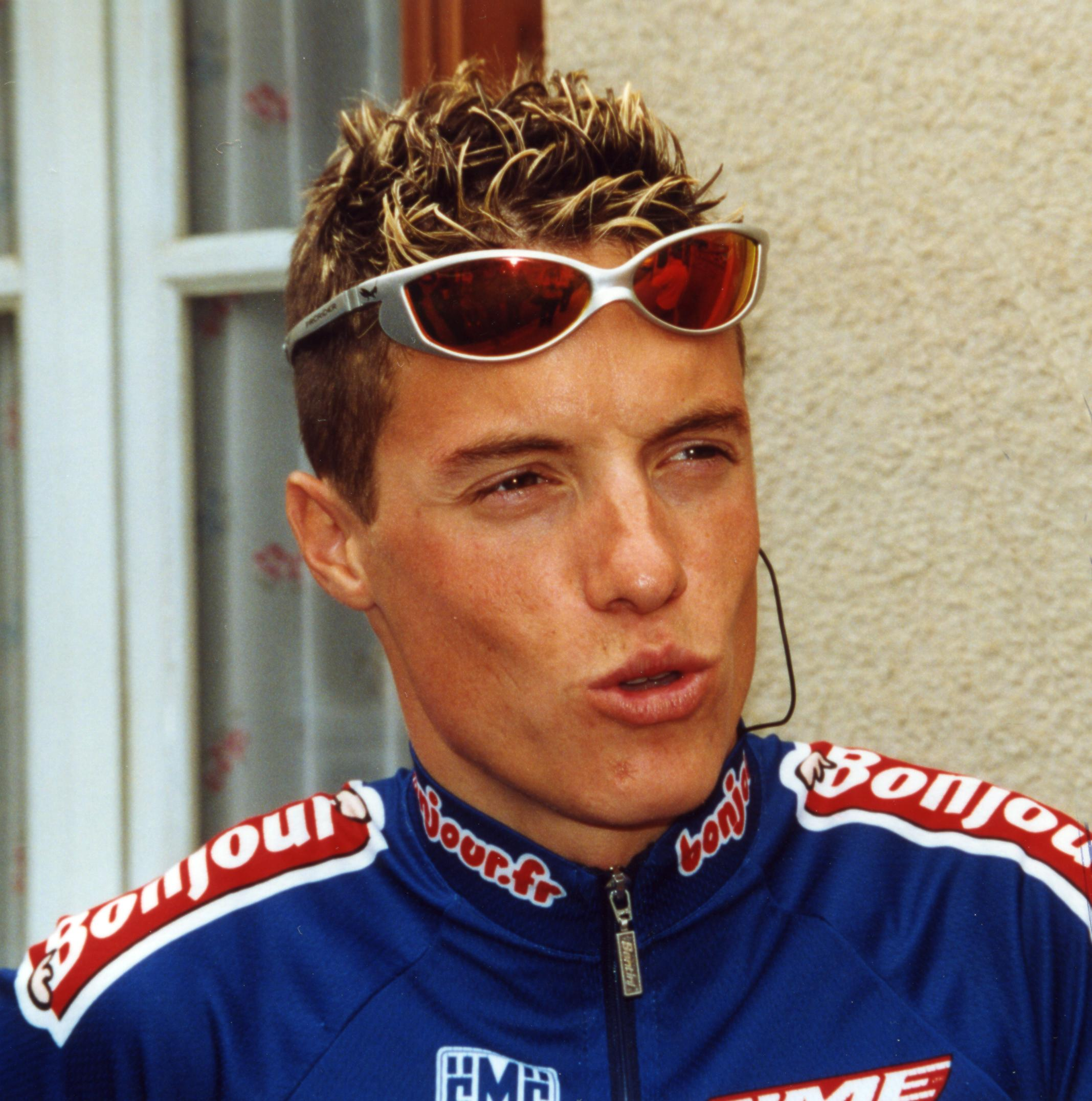
Sylvain Chavanel en 2001.

En 1991, l'ancien coureur cycliste Jean-René Bernaudeau fonde la formation Vendée U qui évolue chez les amateurs. En 2000, il crée avec Philippe Raimbaud l'entreprise Vendée Cyclisme SA, et met en place une équipe professionnelle, sponsorisée par Bonjour, journal gratuit de petites annonces, et le groupe Toupargel, spécialisé dans la livraison de produits alimentaires surgelés à domicile.

### 2000 Bonjour-Toupargel
À sa création, la formation Bonjour-Toupargel dispose d'un budget de 20 millions de francs. Outre Bernaudeau, Thierry Bricaud et Christian Guiberteau assurent la direction sportive de l'équipe composée de 18 coureurs, parmi lesquels Franck Bouyer et François Simon, qui avaient évolué sous les ordres de Bernaudeau au sein de l'ancienne équipe Castorama, ou les expérimentés Pascal Deramé, Didier Rous et Jean-Cyril Robin. Plusieurs membres de la formation Vendée U signent leur premier contrat professionnel en intégrant l'équipe, comme Sylvain Chavanel et Sébastien Joly.
L'équipe court en deuxième division et remporte sa première victoire dès le mois de janvier grâce à Damien Nazon sur la 3e étape du Tour de Langkawi. La formation obtient rapidement d'autres succès avec les victoires de Didier Rous sur Paris-Camembert et le Grand Prix du Midi libre. Dès sa première année d'existence, l'équipe Bonjour-Toupargel est sélectionnée pour participer au Tour de France, dont son leader Jean-Cyril Robin se classe 19e. En fin de saison, l'équipe termine à la 5e place du classement par équipes de sa catégorie.

### 2001-2002 Bonjour

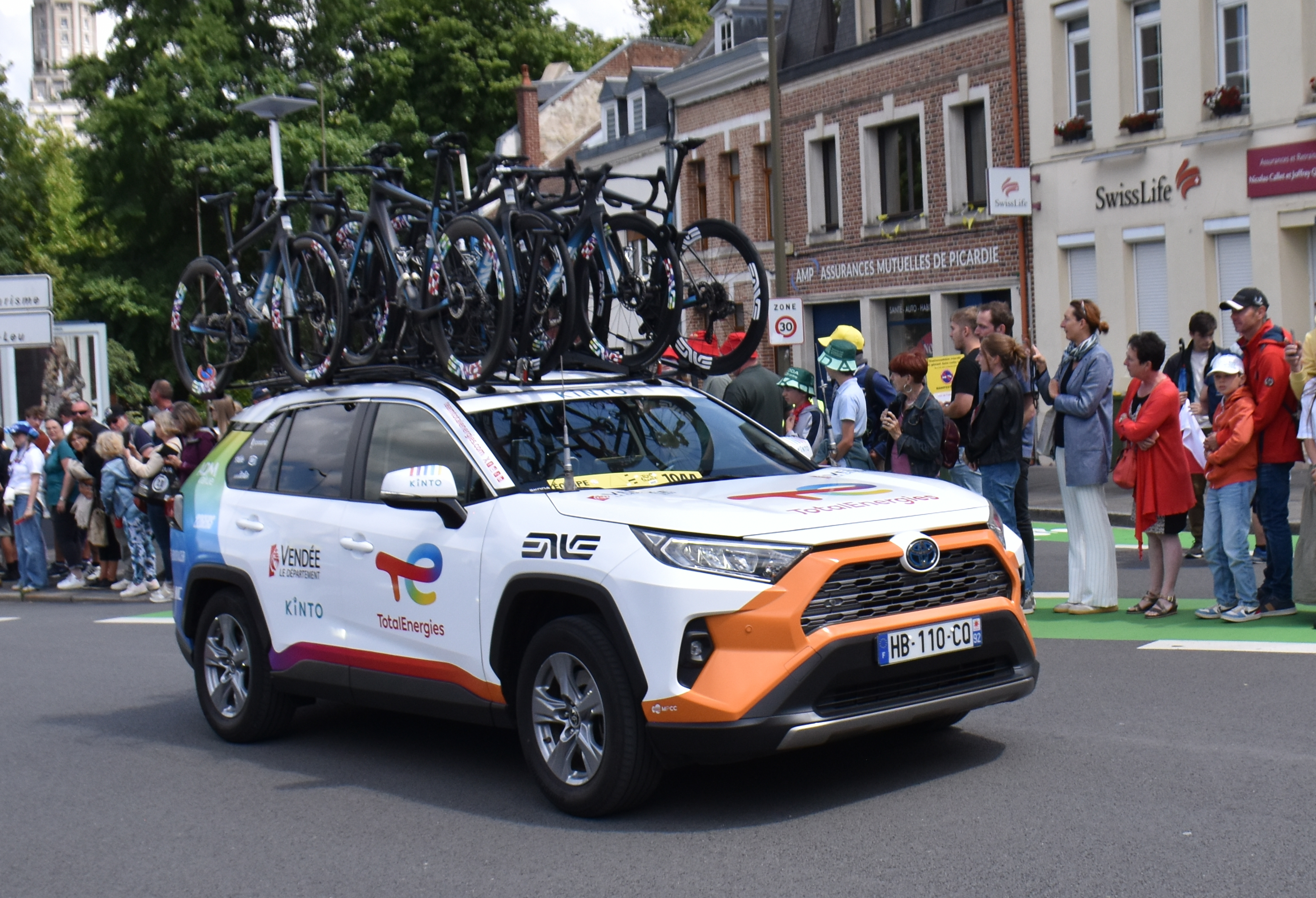
Tour de France 2025 - Véhicule Team TotalEnergies.

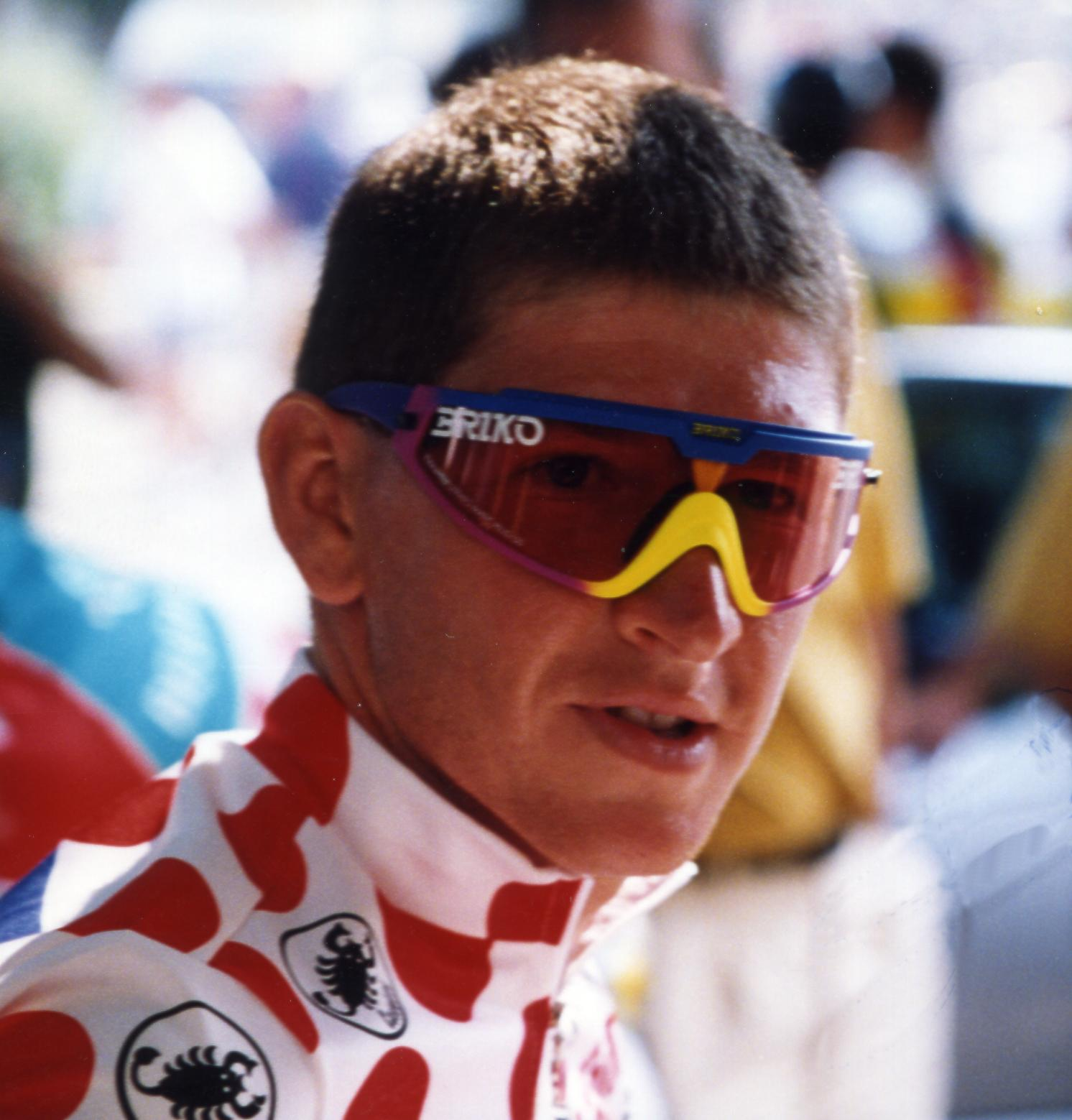
François Simon, maillot jaune pendant le Tour de France 2001.

En 2001, Bonjour devient le sponsor unique de l'équipe, qui se compose de 19 coureurs après les signatures de deux nouveaux coureurs issus de la formation Vendée U-Pays de la Loire, Thomas Voeckler et Anthony Charteau. Christophe Faudot prend sa retraite et intègre la direction sportive de l'équipe. Didier Rous apporte de nouvelles victoires de prestige à l'équipe en s'imposant sur les Quatre Jours de Dunkerque puis en devenant champion de France. Bonjour est sélectionnée pour son deuxième Tour de France, et s'y illustre par l'intermédiaire de François Simon. Après avoir pris part à une échappée arrivée avec plus de 35 minutes d'avance sur le peloton à Pontarlier lors de la 8e étape, il endosse le maillot jaune à L'Alpe d'Huez au soir de la 10e étape et le conserve pendant trois jours, jusque dans les Pyrénées. François Simon prend finalement la 6e place du classement général de la Grande Boucle.
En terminant au quatrième rang de sa catégorie à la fin de l'année 2001, la formation Bonjour intègre l'élite du cyclisme mondial pour la saison 2002. Les coureurs se distinguent principalement sur des épreuves françaises : Sylvain Chavanel s'impose sur le Trophée des grimpeurs et les Quatre Jours de Dunkerque, Didier Rous sur le Circuit de la Sarthe, Jérôme Pineau sur le Tour de Normandie et Franck Bouyer sur le Tour de Vendée. Bouyer remporte par ailleurs la Coupe de France, tandis que Bonjour s'adjuge le classement par équipes.

### 2003-2004 Brioches La Boulangère

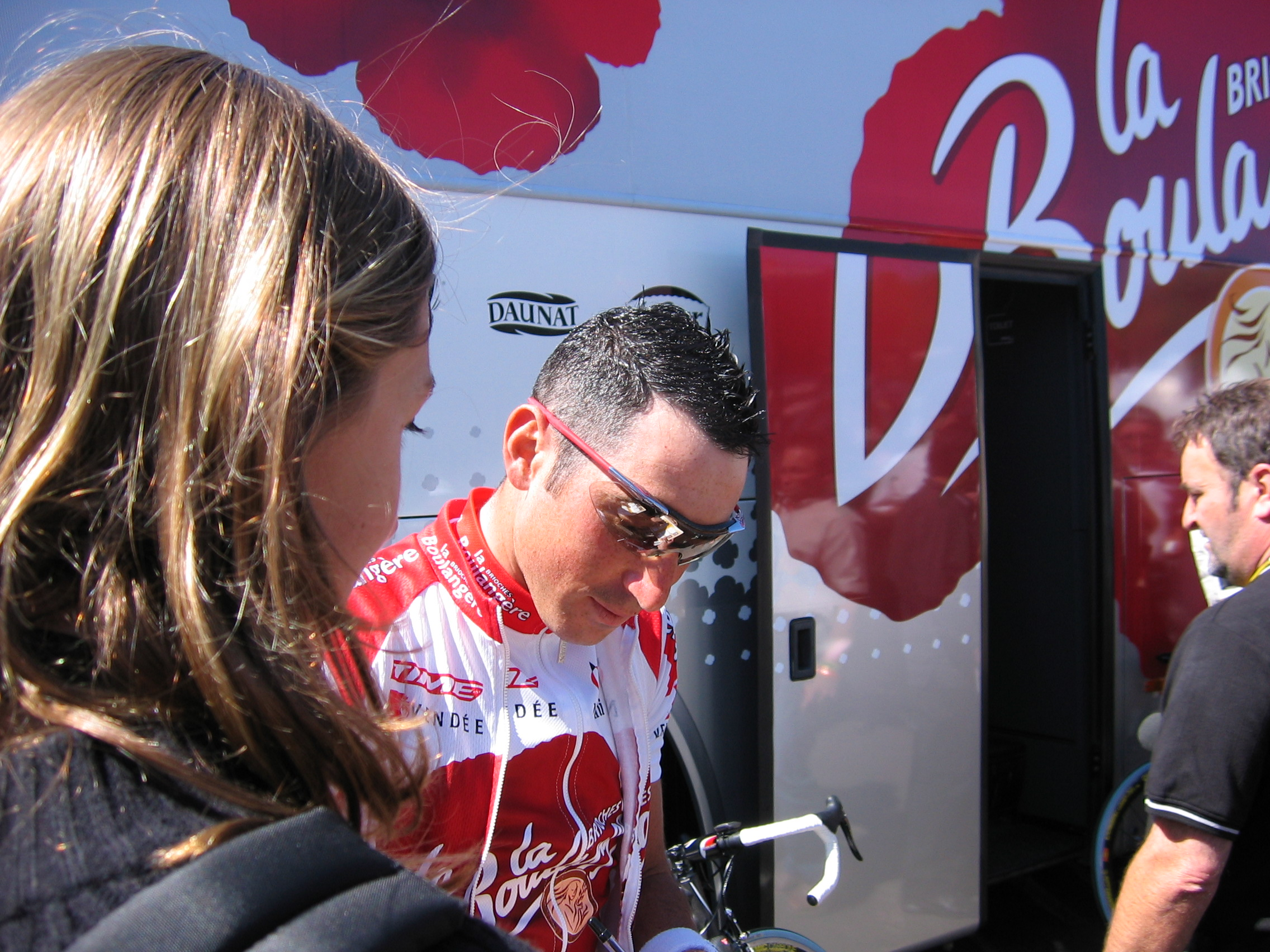
Jérôme Pineau devant le bus de l'équipe pendant le Tour de France 2004.

En 2003, la firme vendéenne La Boulangère, spécialisée dans la fabrication de pains et de brioches, devient le sponsor principal de l'équipe à la suite du retrait de Bonjour. Le conseil général de la Vendée s'engage en tant que sponsor secondaire afin de compléter le budget de la formation, désormais nommée Brioches La Boulangère,. L'équipe est frappée au début du mois de juin par le décès dans son sommeil d'un de ses membres, Fabrice Salanson, alors qu'il s'apprêtait à prendre part au Tour d'Allemagne. Quelques semaines plus tard, vainqueur du championnat de France pour la deuxième fois, son coéquipier Didier Rous lui dédie son succès. L'équipe remporte 17 victoires au cours de l'année, dont celle de Thomas Voeckler sur le Tour de Luxembourg. Comme l'année précédente, l'équipe s'adjuge le classement par équipes de la Coupe de France.
En 2004, la signature du célèbre coureur espagnol Joseba Beloki, monté à trois reprises sur le podium du Tour de France, permet à l'équipe de gagner en notoriété internationale. Mais la collaboration entre le coureur ibérique et le manager Jean-René Bernaudeau ne porte pas ses fruits, et Beloki quitte finalement l'équipe dès le mois de juin, à quelques semaines du départ du Tour. Pour autant, Brioches La Boulangère remporte de nombreux succès dans la première partie de la saison : comme en 2002, Chavanel remporte les Quatre Jours de Dunkerque, tandis que Franck Bouyer s'impose sur Paris-Camembert.
Le cofondateur de l'équipe, Philippe Raimbaud, démissionne en avril à la suite de désaccords avec Jean-René Bernaudeau, auquel échoit alors la pleine gestion sportive de la formation.
Déjà vainqueur d'À travers le Morbihan et d'une étape de la Route du Sud, Thomas Voeckler devient champion de France au mois de juin, succédant ainsi au palmarès à son coéquipier Didier Rous. Lors de la 5e étape du Tour de France 2004, il prend part à l'échappée victorieuse à Chartres et endosse le maillot jaune,. Voeckler parvient à conserver la tunique pendant dix jours, ne le cédant à l'Américain Lance Armstrong qu'à l'arrivée de la 15e étape à Villard-de-Lans. Finalement 18e au classement général, Thomas Voeckler devient après ce Tour 2004 l'un des coureurs les plus appréciés du public,. En août, Didier Rous apporte une victoire importante à l'équipe en s'imposant sur le Grand Prix de Plouay.

### 2005-2008 Bouygues Telecom

#### Saison 2005

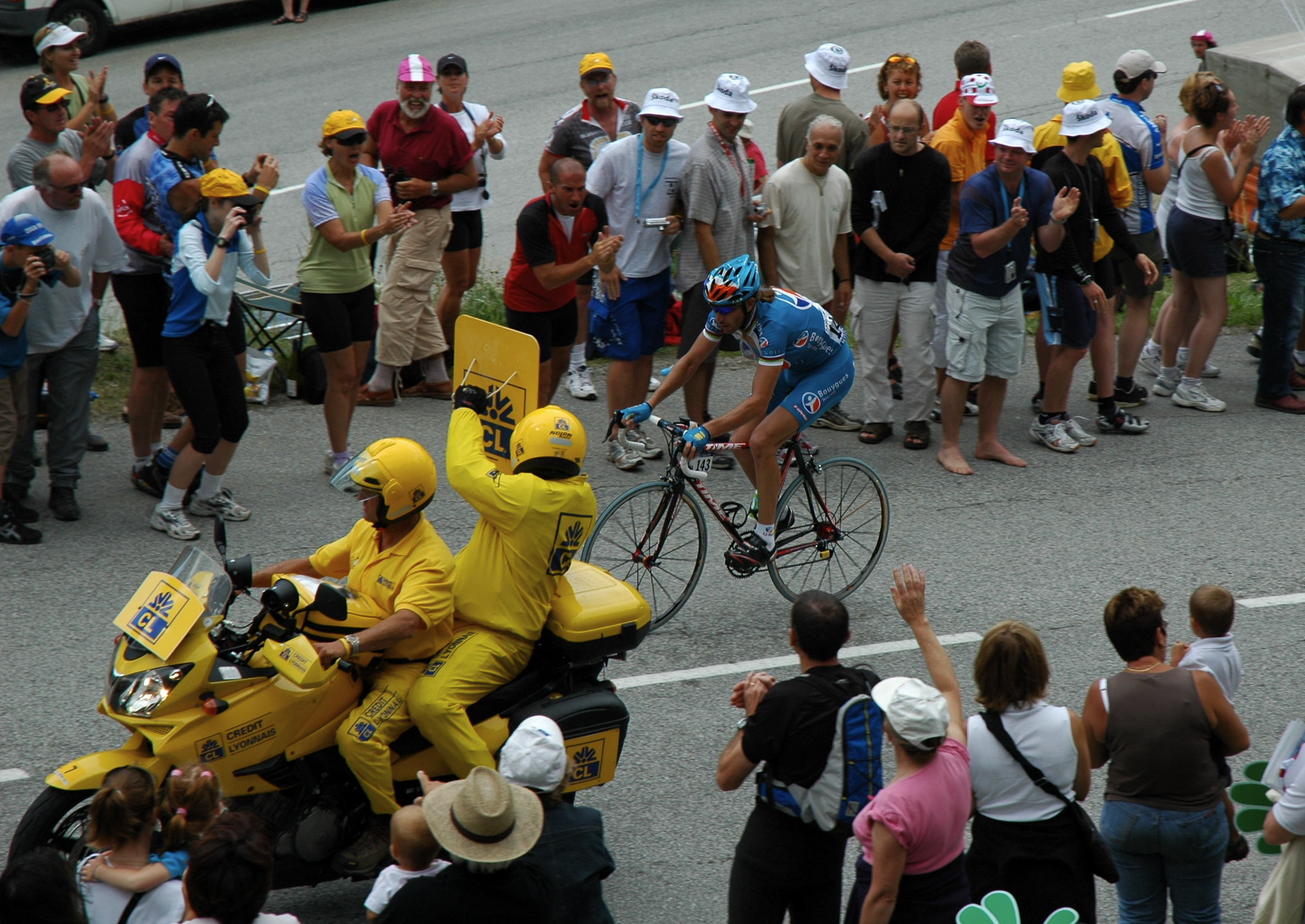
Laurent Brochard à l'attaque dans le Tour de France 2005.

En 2005, l'opérateur de télécommunication Bouygues Telecom remplace La Boulangère en tant que sponsor de l'équipe et la formation de Jean-René Bernaudeau intègre l'UCI Pro Tour. L'intersaison est marquée par le départ d'un des cadres de l'équipe, Sylvain Chavanel, et le recrutement de plusieurs coureurs parmi lesquels le champion du monde 1997 Laurent Brochard. L'encadrement de l'équipe est renforcé avec les arrivées d'Ismaël Mottier, ancien entraîneur du pôle espoirs de Flers, et Dominique Arnould. Bouygues Telecom se présente avec l'effectif le plus jeune du Pro Tour. En mai, Anthony Charteau apporte à Bouygues sa première victoire sur le circuit Pro Tour en gagnant la 6e étape du Tour de Catalogne. Les principaux résultats de l'équipe sont dus aux performances de Pierrick Fédrigo, vainqueur des Quatre Jours de Dunkerque puis champion de France. En fin de saison, le jeune Anthony Geslin, sélectionné en équipe de France, prend la médaille de bronze lors de la course en ligne des championnats du monde.

#### Saison 2006
En 2006, Bouygues Telecom intègre deux coureurs étrangers, le néerlandais Stef Clement et l'espagnol Xavier Florencio. Les Vendéens obtiennent leur première victoire d'étape sur le Tour de France, après le succès de Pierrick Fédrigo à Gap lors de la 14e étape. Un mois plus tard, Florencio offre à l'équipe sa première grande classique, la Clasica San Sebastian. Malgré ce succès, Bouygues Telecom termine à la 19e et avant-dernière place de l'UCI ProTour. L'équipe brille en revanche sur les épreuves françaises : après les succès d'Anthony Geslin sur Paris-Camembert, de Didier Rous sur le Trophée des grimpeurs et de Thomas Voeckler sur Paris-Bourges, Bouygues Telecom remporte le classement par équipes de la Coupe de France 2006, le troisième succès de l'équipe dans cette compétition.

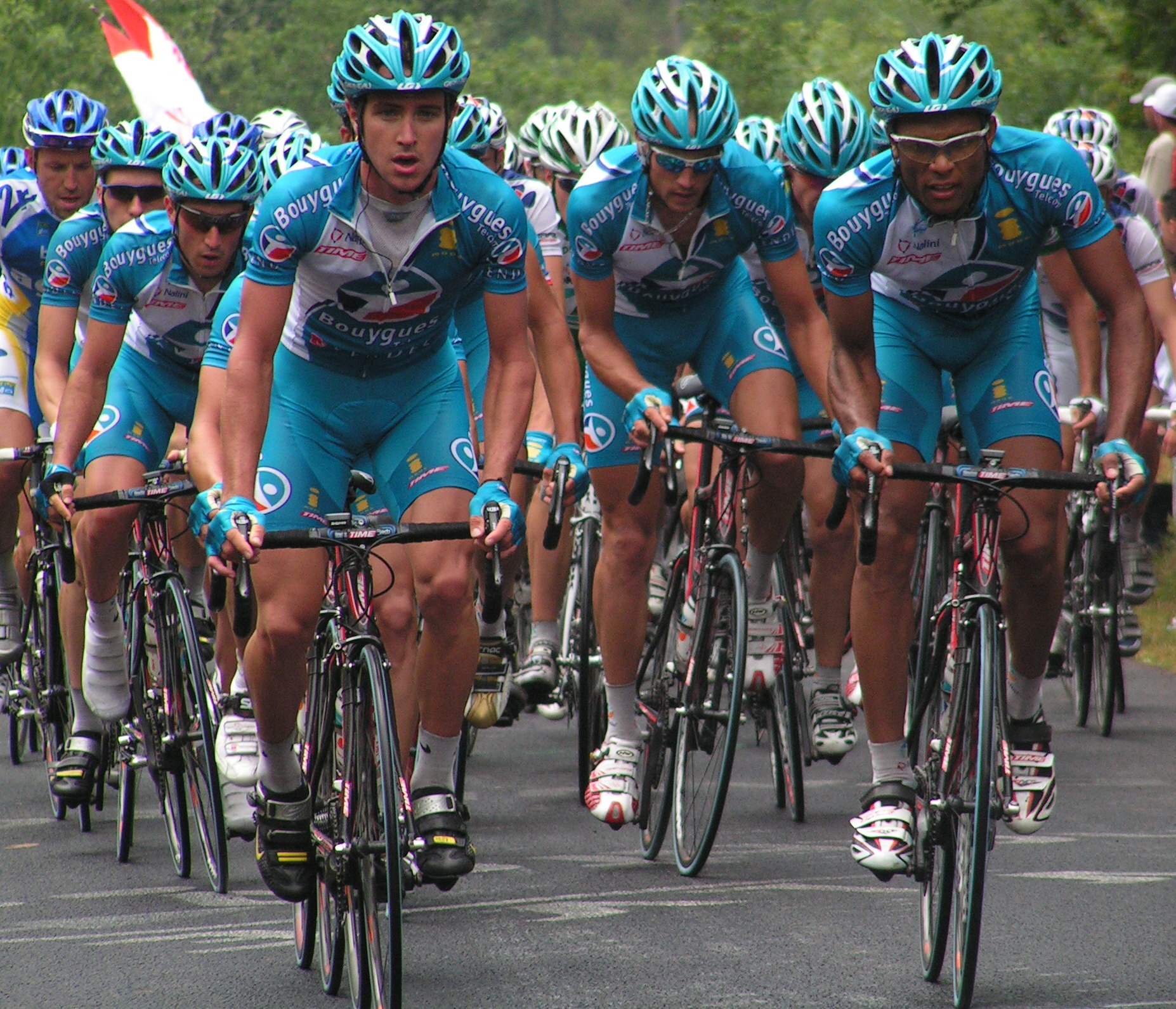
Bouygues Telecom aux championnats de France en 2006.

#### Saison 2007
L'année suivante, l'équipe se renforce avec le recrutement, entre autres, du grimpeur suisse Johann Tschopp, deuxième du Tour d'Autriche en 2005, et du champion d'Estonie Erki Pütsep. En juin, Didier Rous, l'un des cadres de l'équipe depuis ses débuts, met un terme à sa carrière à la suite de problèmes physiques récurrents. Bouygues Telecom se distingue principalement sur les courses par étapes du calendrier européen : Laurent Brochard se classe 2e du Tour de Luxembourg après en avoir remporté une étape, tandis que Fédrigo gagne le Tour du Limousin et Voeckler le Tour du Poitou-Charentes. Voeckler apporte par ailleurs un nouveau succès à l'équipe dans une épreuve Pro Tour en s'imposant sur le Grand Prix de Plouay. Bouygues Telecom se classe 16e du Pro Tour. Au cours de la deuxième journée de repos du Tour de France 2007, Bouygues Telecom s'associe avec plusieurs autres équipes, principalement françaises, pour annoncer la création du Mouvement pour un cyclisme crédible (MPCC), qui vise à défendre la pratique d'un cyclisme propre.

#### Saison 2008
L'effectif de Bouygues Telecom évolue peu pour la saison 2008. Andy Flickinger et Laurent Brochard prennent leur retraite alors que plusieurs néo-pros rejoignent l'équipe dont le Russe Yury Trofimov. Ce dernier se distingue très rapidement en remportant dès le mois de février une étape et le classement général de l'Étoile de Bessèges. Pour sa première saison chez les professionnels, il s'offre également une étape du Critérium du Dauphiné. L'équipe vendéenne s'exporte sur les autres continents : Rony Martias gagne deux étapes de la Tropicale Amissa Bongo en janvier, puis s'adjuge en mars le Tour ivoirien de la Paix dont son coéquipier Sébastien Turgot remporte la première étape. Matthieu Sprick est quant à lui vainqueur d'une étape en Malaisie sur le Tour de Langkawi. Par ailleurs, Bouygues Telecom brille à plusieurs reprises sur des épreuves Pro Tour : le Suisse Aurélien Clerc est deuxième de Gand-Wevelgem, tandis que Pierrick Fédrigo gagne le Grand Prix de Plouay et une étape du Tour de Catalogne dont il se classe huitième. Grâce à ces résultats, la formation obtient la 15e place de l'UCI ProTour 2008.

### 2009-2010 BBox Bouygues Telecom

#### Saison 2009

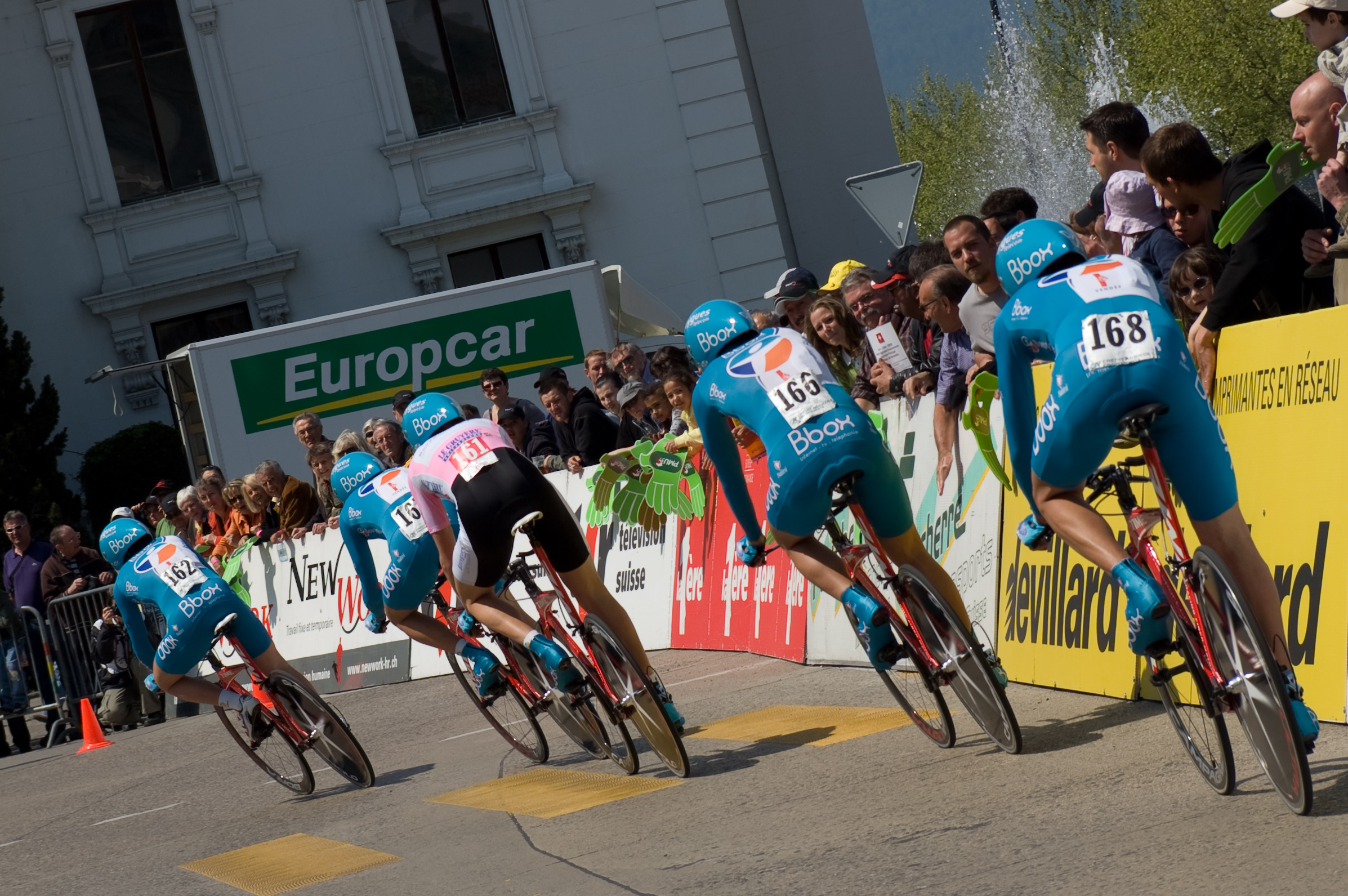
Bbox dans le contre-la-montre par équipes du Tour de Romandie.

Pour la saison 2009, le groupe Bouygues Telecom poursuit son partenariat avec l'équipe, mais le nom évolue et devient Bbox Bouygues Telecom. L'effectif est profondément remanié : neuf coureurs s'en vont, parmi lesquels plusieurs cadres de l'équipe comme Geslin, Pineau ou Florencio. À l'inverse, six coureurs rejoignent les rangs de la formation vendéenne, dont le jeune Pierre Rolland, recruté pour jouer un rôle de leader dans les courses à étapes, le spécialiste du cyclo-cross Steve Chainel, le Japonais Yukiya Arashiro ou encore le champion d'Europe espoirs Cyril Gautier.
L'équipe commence la saison par de très bons résultats : Bbox gagne deux étapes de la Tropicale Amissa Bongo par Sokolov et Tschopp, puis Thomas Voeckler remporte le général de l'Étoile de Bessèges et du Tour du Haut-Var. Les Vendéens gagnent également sur des courses du calendrier Pro Tour, avec Trofimov sur une étape du Tour du Pays basque et Pierrick Fédrigo sur une étape du Critérium du Dauphiné. Au mois de juillet, l'équipe brille également sur les routes du Tour de France. Dans la 5e étape, Thomas Voeckler se glisse dans l'échappée du jour, puis attaque à 5 kilomètres de l'arrivée pour s'imposer en solitaire à Perpignan. Quatre jours plus tard, Pierrick Fédrigo remporte la 9e étape entre Saint-Gaudens et Tarbes en battant au sprint son compagnon d'échappée Franco Pellizotti, passé en tête du col d'Aspin et du col du Tourmalet. Le 16 juillet, Bbox Bouygues Telecom passe tout près d'une troisième victoire, mais Laurent Lefèvre est battu par le Danois Nicki Sørensen pour le gain de l'étape à Vittel.
La fin de saison est plus délicate pour les hommes de Jean-René Bernaudeau : Bbox ne parvient pas à remporter le moindre succès après le Tour de France. L'équipe termine au 19e rang du classement mondial UCI. Le 29 septembre, l'Union cycliste internationale décide de ne pas prolonger la licence Pro Tour de la formation vendéenne. Bbox Bouygues Telecom est alors reléguée dans la catégorie continentale professionnelle.

#### Saison 2010

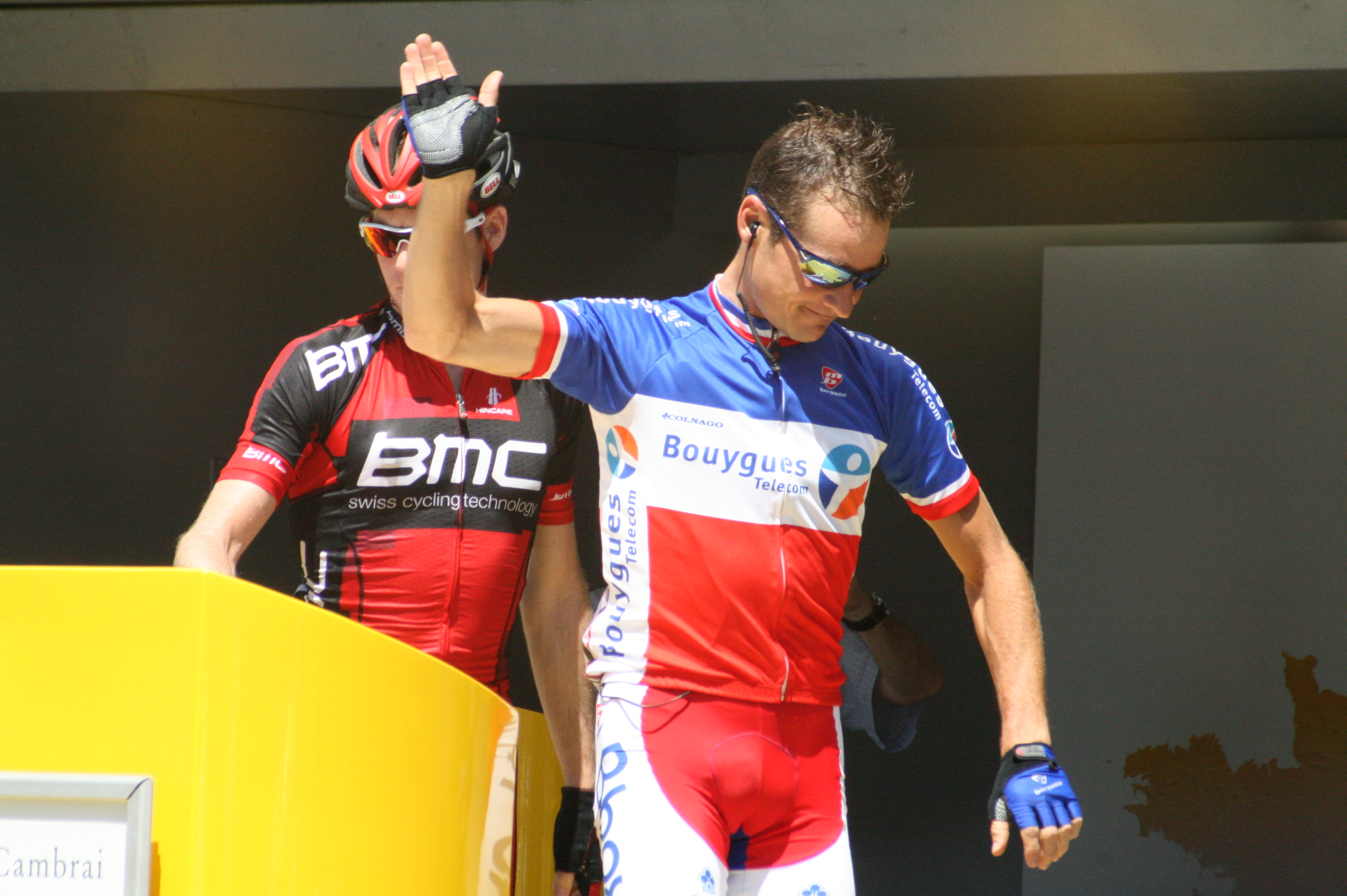
Thomas Voeckler, champion de France 2010.

La saison 2010 est la dernière saison du partenariat de Bouygues Telecom,. L'équipe n'enregistre que trois recrues avec Freddy Bichot, Nicolas Vogondy et Anthony Charteau, qui avait déjà porté les couleurs de l'équipe entre 2001 et 2005. Comme les années précédentes, l'équipe commence la saison au Gabon pour y disputer la Tropicale Amissa Bongo. Anthony Charteau et Yohann Gène gagnent chacun une étape et Charteau termine en tête au classement général. William Bonnet s'impose au sprint lors de la 2e étape de Paris-Nice. Le mois de mars apporte plusieurs succès à l'équipe en moins d'une semaine, avec la victoire de Pierrick Fédrigo sur le Critérium international, disputé pour la première fois en Corse, les victoires d'étape de Steve Chainel et Sébastien Turgot sur les Trois Jours de La Panne et celle de Cyril Gautier sur la Route Adélie.
En mai, Johann Tschopp offre à Bbox Bouygues Telecom sa première victoire d'étape sur le Tour d'Italie. Au mois de juin, l'équipe obtient des résultats notables : Nicolas Vogondy gagne à Risoul la 4e étape du Dauphiné, dont il termine à la 6e place du classement général, puis devient champion de France du contre-la-montre à Chantonnay. Quelques jours plus tard, Thomas Voeckler remporte la course en ligne, et son deuxième titre de champion de France après celui de 2004.
Lors du Tour de France, Bbox Bouygues Telecom gagne deux étapes, comme l'année précédente. Dans la 15e étape, Voeckler s'impose en solitaire à Bagnères-de-Luchon. Le lendemain, son coéquipier Pierrick Fédrigo franchit la ligne d'arrivée en tête à Pau. La formation vendéenne triomphe pour la première fois dans un classement annexe grâce à Anthony Charteau qui décroche le maillot à pois de meilleur grimpeur. En septembre, Thomas Voeckler décroche une nouvelle victoire sur une classique Pro Tour en triomphant sur la première édition du Grand Prix cycliste de Québec.
Malgré les bons résultats de l'équipe, son manager Jean-René Bernaudeau peine à trouver un repreneur pour assurer l'avenir de sa formation,. Finalement, le 2 octobre, il annonce que la société de location de véhicules Europcar s'engage à ses côtés pour trois saisons,.

### 2011-2015 Europcar

#### Saison 2011

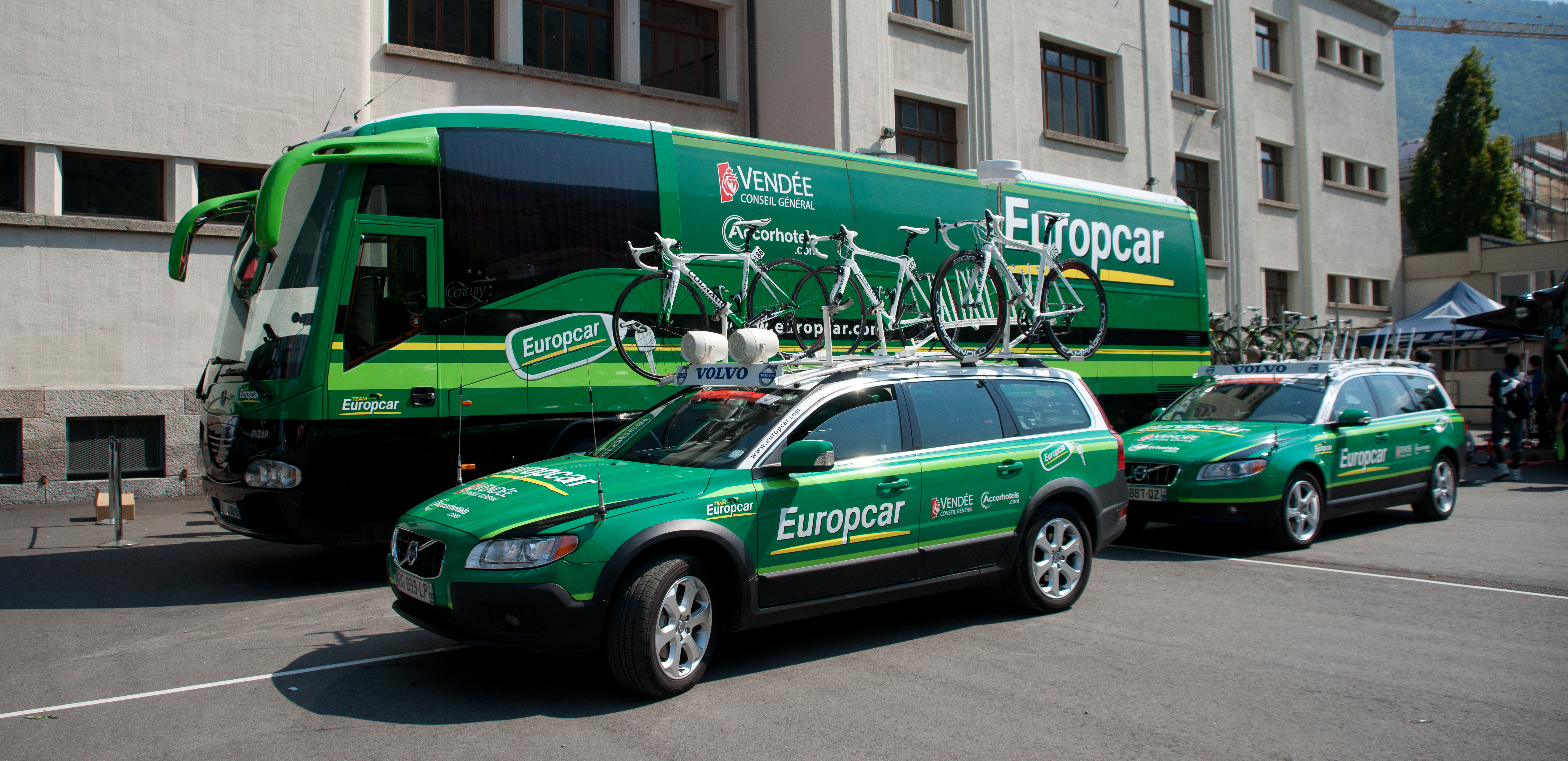
Europcar, nouveau sponsor de l'équipe.

L'année 2011 est donc la première année du sponsoring de l'entreprise Europcar. Après avoir enregistré neuf départs, l'équipe se renforce avec six nouveaux coureurs. Christophe Kern et Sébastien Chavanel, déjà membres de l'équipe jusqu'en 2007, sont de retour au sein de la formation vendéenne, qui recrute également le canadien David Veilleux ainsi que trois néo-pros. Didier Rous, qui occupait le poste de directeur sportif depuis l'année 2008 après avoir porté les couleurs de l'équipe, décide de quitter ses fonctions pour rejoindre la formation Cofidis,. Très vite, la nouvelle équipe Europcar signe ses premiers succès : Anthony Charteau gagne la Tropicale Amissa Bongo pour la deuxième fois, une épreuve au cours de laquelle son coéquipier Yohann Gène remporte deux étapes au sprint, avant de s'imposer un mois plus tard sur le Tour d'Afrique du Sud. Thomas Voeckler apparaît comme l'un des coureurs les plus en forme du début de saison, en signant cinq victoires en moins d'un mois : il s'impose successivement sur une étape du Tour méditerranéen, le classement général du Tour du Haut-Var, deux étapes de Paris-Nice et Cholet-Pays de Loire. Ces victoires lui permettent d'être en tête du classement individuel de l'UCI Europe Tour à la fin du mois de mars. Il renforce sa position en remportant une étape du Tour du Trentin puis le classement général des Quatre Jours de Dunkerque.

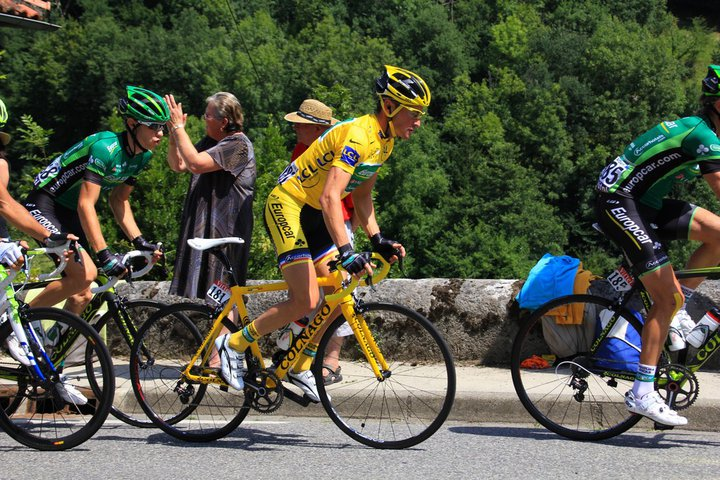
Thomas Voeckler en jaune sur le Tour 2011.

Europcar brille à nouveau sur les routes du Dauphiné. Christophe Kern s'impose dans la 5e étape et se classe 6e du classement général. Thomas Voeckler prend quant à lui la 10e étape de ce critérium, tandis que la formation vendéenne remporte le classement par équipes. Poursuivant sur sa bonne forme, Christophe Kern remporte ensuite le championnat de France contre-la-montre à Boulogne-sur-Mer.
Lors du Tour de France, Thomas Voeckler s'empare du maillot jaune à Saint-Flour au terme de la 9e étape remportée par son compagnon d'échappée Luis León Sánchez. Comme en 2004, Voeckler parvient à conserver sa tunique pendant plusieurs jours, notamment grâce au travail de ses coéquipiers, comme Yohann Gène, premier antillais à disputer le Tour de France. Après la 17e étape, Voeckler reste leader malgré une frayeur dans la descente finale de la côte de Pramartino, où il parvient à éviter la chute après une sortie de route. Le lendemain, il conserve son maillot jaune au col du Galibier pour 15 secondes face au luxembourgeois Andy Schleck, vainqueur de l'étape. Dans la 19e étape qui relie Modane à L'Alpe d'Huez, Voeckler est en difficulté et termine loin des favoris, perdant ainsi sa place de leader. Son coéquipier Pierre Rolland s'adjuge quant à lui la victoire d'étape, et s'empare ainsi du maillot blanc de meilleur jeune. Voeckler se classe finalement 4e du Tour 2011, et Rolland prend la 10e place du général.
Après ces bons résultats, l'équipe postule en fin de saison à l'obtention d'une licence World Tour, mais cette demande est finalement rejetée par l'union cycliste internationale. Europcar évolue donc encore dans la catégorie continentale pro pour la saison 2012.

#### Saison 2012

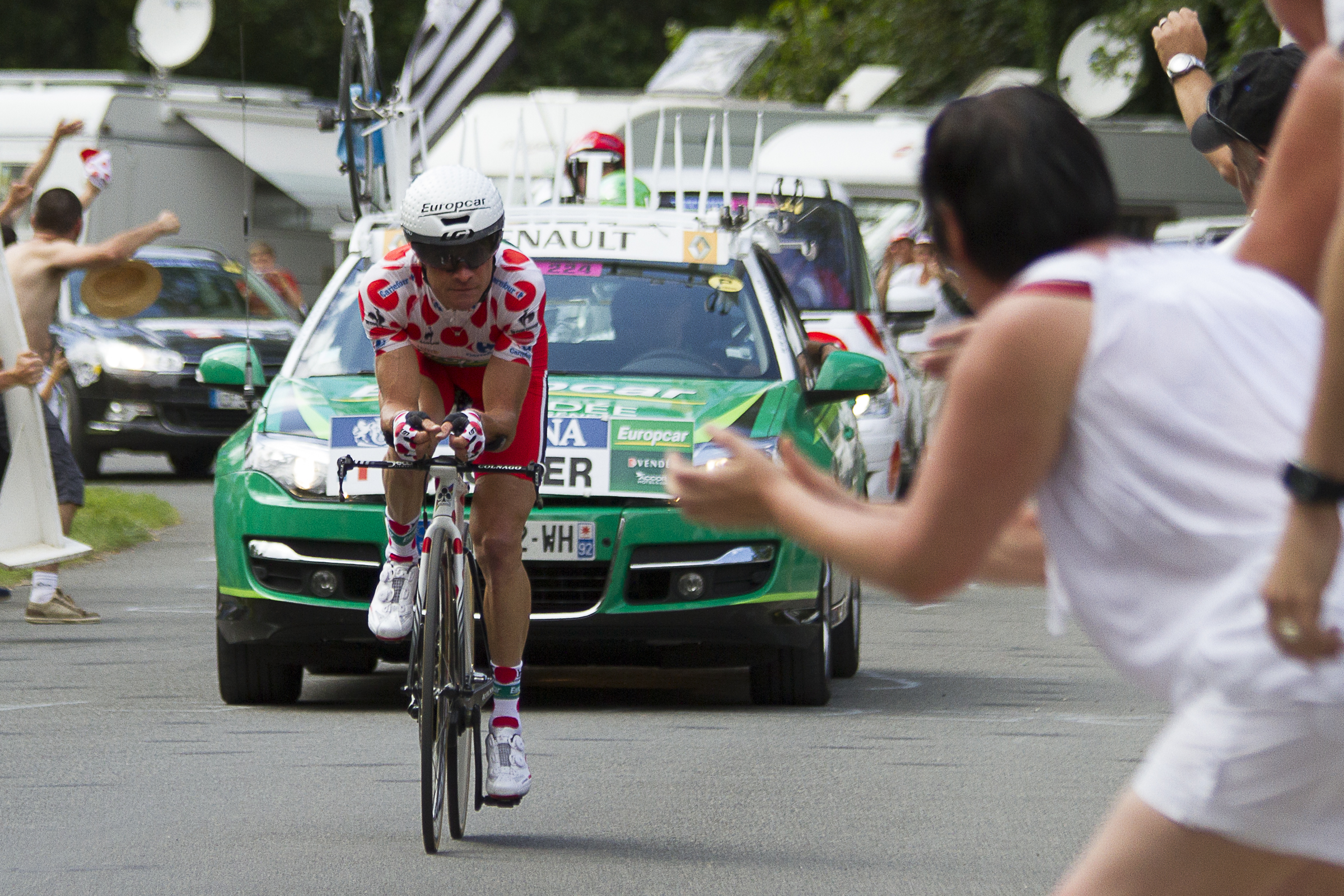
Voeckler, meilleur grimpeur du Tour 2012.

L'équipe conserve la quasi-totalité de ses coureurs pour la saison 2012. L'effectif s'internationalise avec les arrivées des Italiens Davide Malacarne et Matteo Pelucchi, du Tunisien Rafaâ Chtioui et de l'Allemand Björn Thurau, et s'articule autour des deux leaders, Thomas Voeckler et Pierre Rolland. À la direction sportive, Andy Flickinger, ancien coureur de l'équipe, s'engage avec Europcar dans le but de remplacer Didier Rous, qui avait quitté la formation l'année précédente. L'objectif fixé par le manager Jean-René Bernaudeau est de briller une nouvelle fois sur les courses à étapes et notamment sur le Tour de France, mais également de décrocher des bons résultats sur les classiques. La première victoire d'Europcar arrive sur l'Étoile de Bessèges avec le succès de Pierre Rolland dans la 3e étape. Au printemps, Thomas Voeckler signe les principaux résultats de l'équipe : il s'impose en solitaire sur la Flèche brabançonne et se classe plusieurs fois dans les dix premiers sur les classiques World Tour : 8e du Tour des Flandres, 5e de l'Amstel Gold Race et 4e de Liège-Bastogne-Liège. Sébastien Turgot se distingue en prenant la 2e place de Paris-Roubaix. L'équipe Europcar domine une nouvelle fois la Tropicale Amissa Bongo : deux victoires d'étapes pour Yohann Gène, une pour Voeckler et le classement général pour Anthony Charteau, qui remporte l'épreuve pour la troisième fois consécutive.

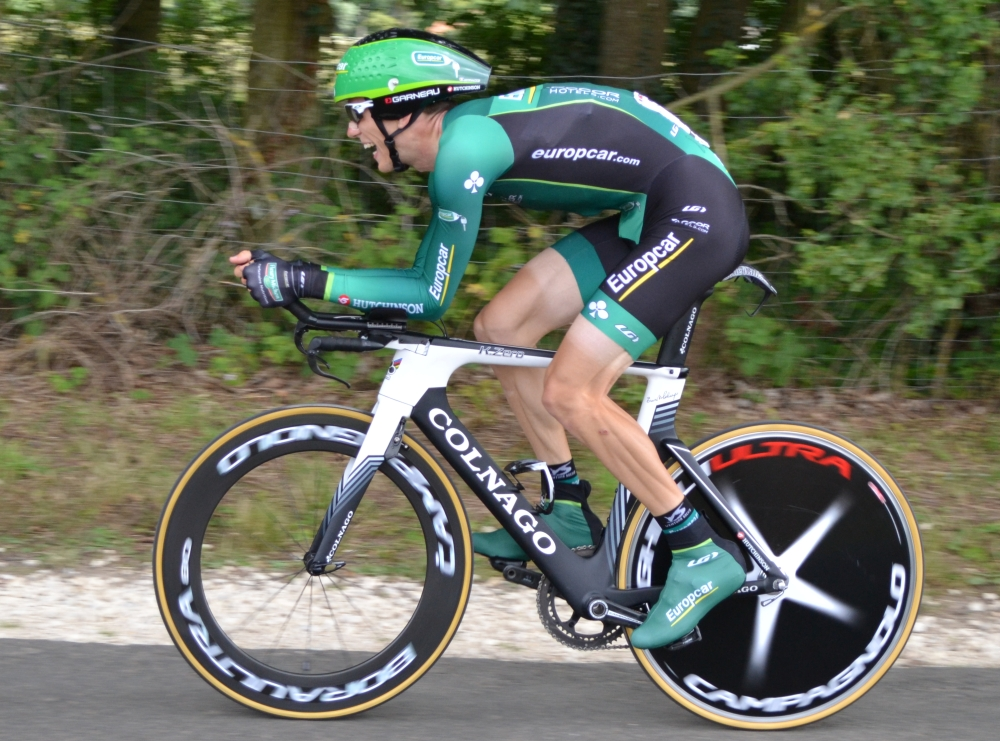
Pierre Rolland, huitième du Tour 2012.

En juin, la formation vendéenne est confrontée à des accusations de dopage. Anthony Charteau subit un contrôle sanguin alarmant de sa cortisolémie sur les Quatre Jours de Dunkerque et doit être arrêté plusieurs jours. Les bons résultats de l'équipe sur le précédent Tour de France interpellent et le quotidien L'Équipe révèle que le parquet de Paris a ouvert une enquête en août 2011 sur d'éventuelles pratiques dopantes au sein de l'équipe Europcar.
Comme en 2011, Europcar s'illustre sur le Tour de France. Blessé au genou depuis le départ de la Grande Boucle, Thomas Voeckler passe néanmoins à l'attaque lors de la 10e étape et s'impose devant ses compagnons d'échappée à Bellegarde-sur-Valserine. Le lendemain, Pierre Rolland gagne à La Toussuire et se rapproche au classement général. Une semaine après sa victoire à Bellegarde, Thomas Voeckler gagne à nouveau sur le Tour, en franchissant la ligne d'arrivée à Bagnères-de-Luchon en solitaire. Il s'empare dans le même temps du maillot à pois, qu'il conserve jusqu'à l'arrivée à Paris.
L'équipe Europcar obtient encore quelques succès en fin de saison : Tony Hurel remporte la Polynormande, le Canadien David Veilleux gagne la Mi-août en Bretagne et les Trois vallées varésines, et le Japonais Arashiro s'impose sur le Tour du Limousin.

#### Saison 2013

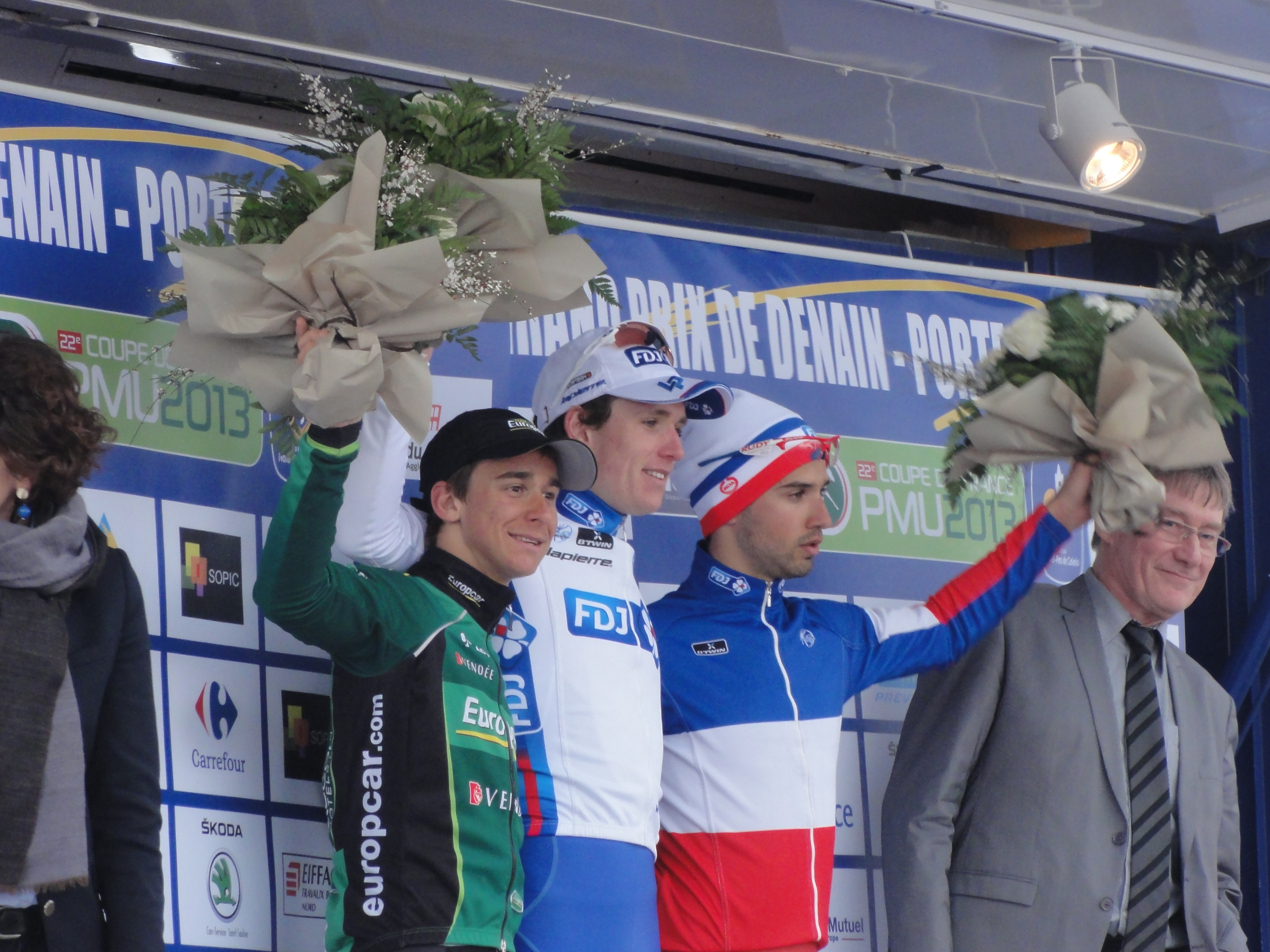
Bryan Coquard sur le podium du Grand prix de Denain.

Europcar se présente en 2013 avec un groupe peu remanié. Quatre coureurs sont partis, tandis que trois autres sont arrivés : les deux spécialistes de la piste Bryan Coquard, médaillé d'argent de l'omnium aux Jeux olympiques de Londres 2012, et Morgan Lamoisson, ainsi que l'Érythréen Natnael Berhane, double champion d'Afrique et meilleur cycliste africain de l'année 2012. L'ancien coureur Sébastien Joly s'engage avec Europcar en tant que directeur sportif. Comme les années précédentes, l'équipe Europcar débloque très rapidement son compteur de victoires, grâce aux succès de Yohann Gène sur la Tropicale Amissa Bongo.
Pour sa première année chez les professionnels, Bryan Coquard décroche ses premiers succès sur l'Étoile de Bessèges en signant deux victoires d'étapes. Il récidive un mois plus tard sur le Tour de Langkawi, en remportant une nouvelle fois deux étapes. Quelques jours plus tard, Damien Gaudin gagne le prologue de Paris-Nice. Il se distingue également au printemps en prenant la cinquième place de Paris-Roubaix. Dans le même temps, Pierre Rolland domine le Circuit de la Sarthe et remporte ainsi la première course à étapes de sa carrière. Alors que Bryan Coquard signe une nouvelle victoire sur le Tour de Picardie, un autre néo-professionnel, Natnael Berhane, lève les bras pour la première fois de sa carrière au Tour de Turquie, dont il se classe deuxième du général.

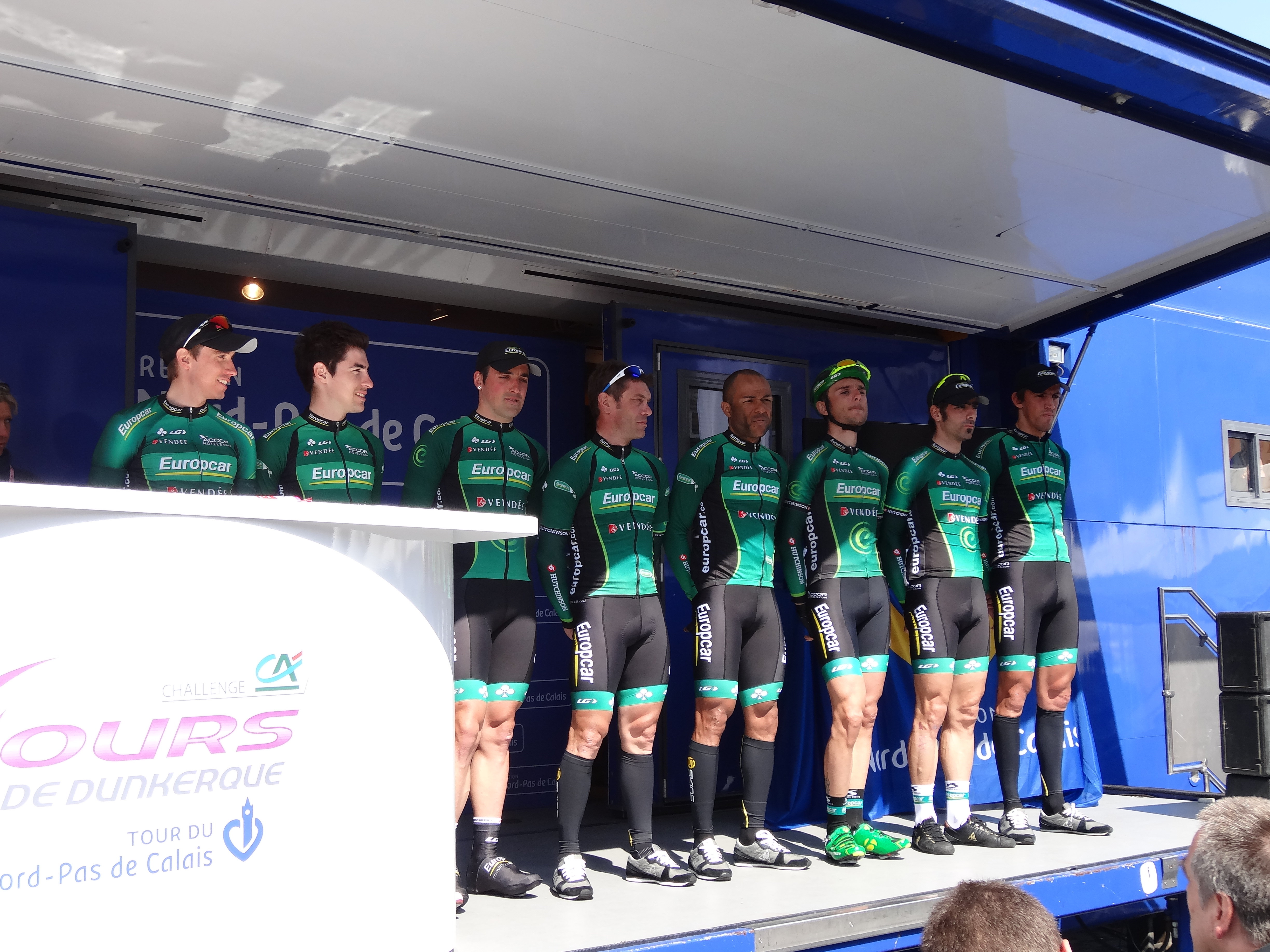
Présentation de l'équipe sur les Quatre jours de Dunkerque.

Dans sa préparation pour le Tour de France, l'équipe Europcar se distingue sur le Critérium du Dauphiné. Le canadien David Veilleux gagne en solitaire la première étape, et revêt alors le maillot jaune de leader qu'il conserve pendant trois jours. Dans la sixième étape, Thomas Voeckler obtient sa première victoire de la saison. Les deux coureurs maintiennent leur niveau de forme : Voeckler gagne une étape et le classement général de la Route du Sud alors que Veilleux s'impose sur les Boucles de la Mayenne.
En juin 2013, l'équipe Europcar est suspendue provisoirement du Mouvement pour un cyclisme crédible à la suite d'un taux de cortisolémie trop bas du coureur Pierre Rolland durant le Dauphiné. Sur le Tour de France, l'équipe ne parvient pas à faire aussi bien que les années précédentes. Malgré la présence régulière des coureurs dans les échappées, Europcar ne remporte aucune victoire d'étapes. Pierre Rolland porte le maillot à pois pendant onze jours et pointe au 24e rang du classement général final.
Pendant le Tour, la société Europcar annonce sa décision de prolonger son partenariat avec l'équipe de Jean-René Bernaudeau de deux années. La pérennité de la formation est ainsi assurée pour les saisons 2014 et 2015.

#### Saison 2014

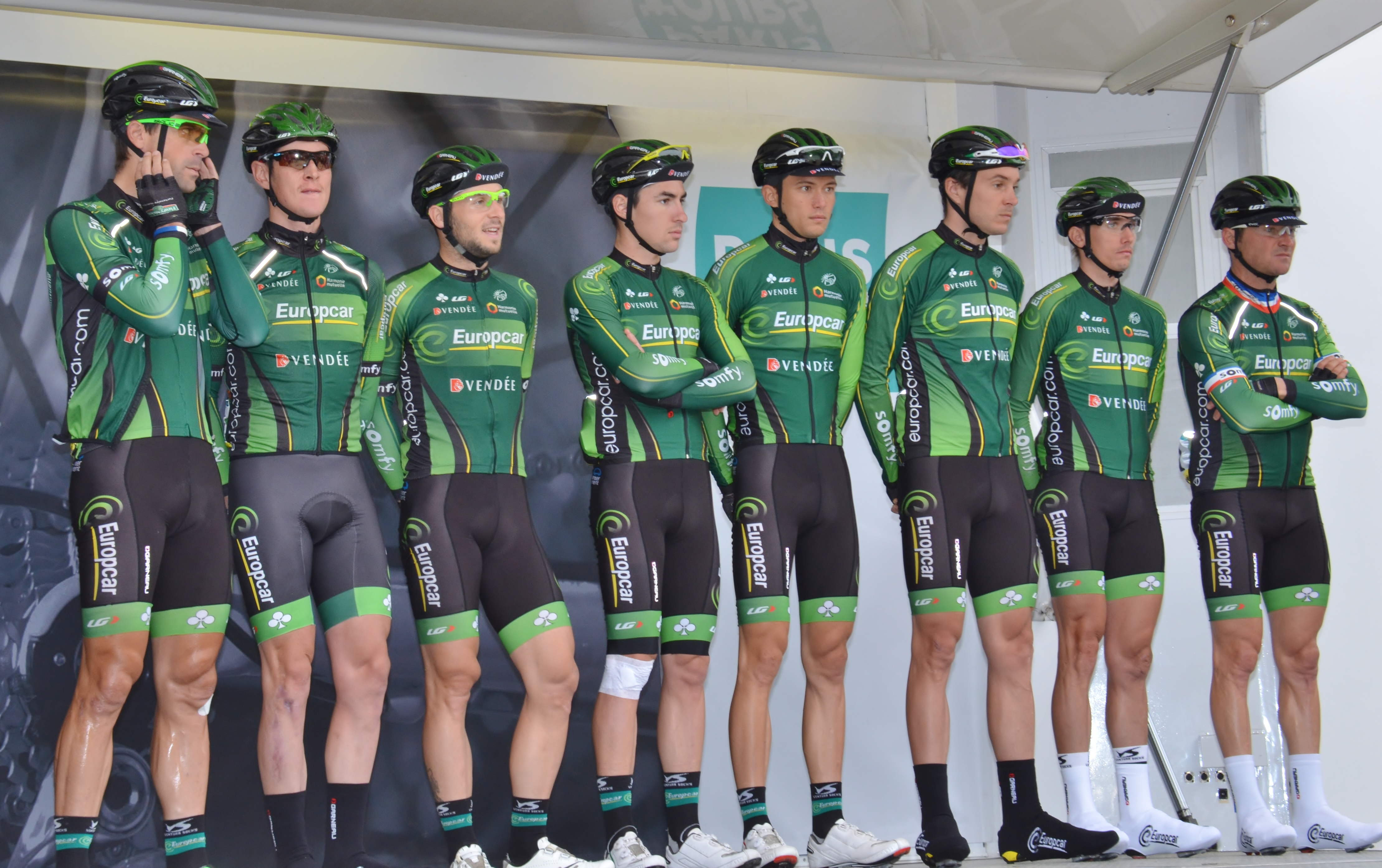
Europcar au départ du Paris-Tours 2014

L'UCI informe le 10 décembre 2013 que l'équipe Europcar obtient une licence World Tour pour les saisons 2014 et 2015. L'équipe est la seule équipe labellisée World Tour à ne pas remporter de victoires sur l'UCI World Tour 2014. Cette saison est marquée par la quatrième place de Pierre Rolland sur le Tour d'Italie. Son budget est de neuf millions d'euros. En octobre 2014, le sponsor Europcar annonce qu'il mettra un terme à son partenariat à l'issue de la saison 2015. Sa licence World Tour lui est retirée pour la saison 2015 pour manque de garanties financières.

#### Saison 2015
L'équipe redevient en 2015 une équipe continentale professionnelle.

### 2016-2018 Direct Énergie

#### Saison 2016
Le nouveau sponsor est Direct Énergie.

#### Saison 2017
L'équipe enregistre une première victoire sur le Tour de France depuis 2012 grâce à Lilian Calmejane lors de la huitième étape. Lilian Calmejane endosse le rôle de leader pour les saisons suivantes.

### 2019: arrivée de TotalEnergies

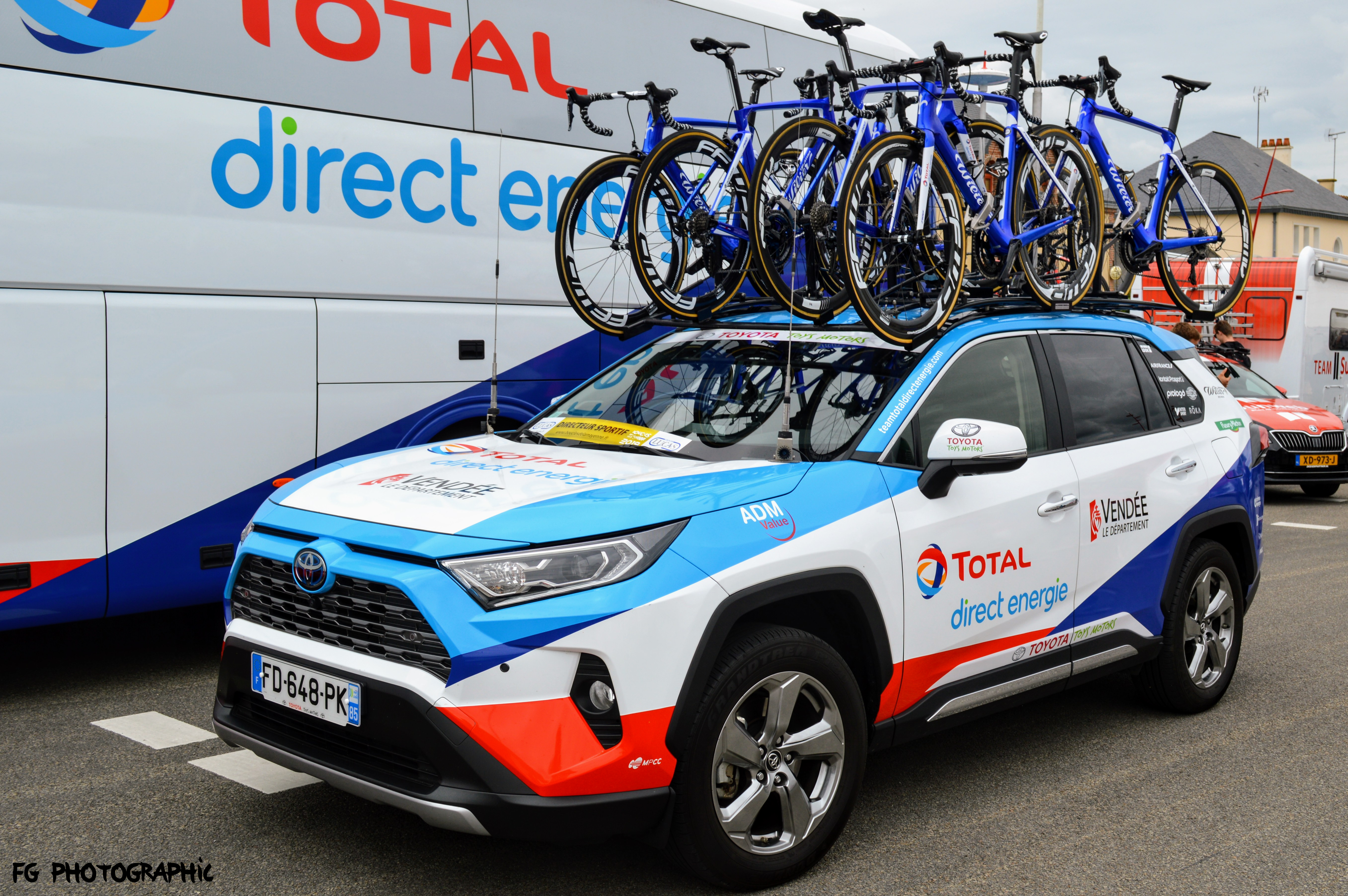
Voiture directeur sportif saison 2019.

En avril 2019, le fournisseur d'électricité et de gaz Direct Énergie (racheté par le groupe TotalEnergies en 2018) change sa marque en Total Direct Energie, et la formation annonce par conséquent son changement de dénomination. Dans la foulée, elle fait partie des équipes qui postulent à la catégorie World Tour pour les saisons 2020 à 2022, sans être retenue. Le 11 avril, l'équipe est officiellement renommée Team Total Direct Énergie et dispute sa première course sous cette appellation lors de Paris-Roubaix. En 2021, l'équipe devient la Team TotalEnergies.

### 2022-: TotalEnergies, la renaissance

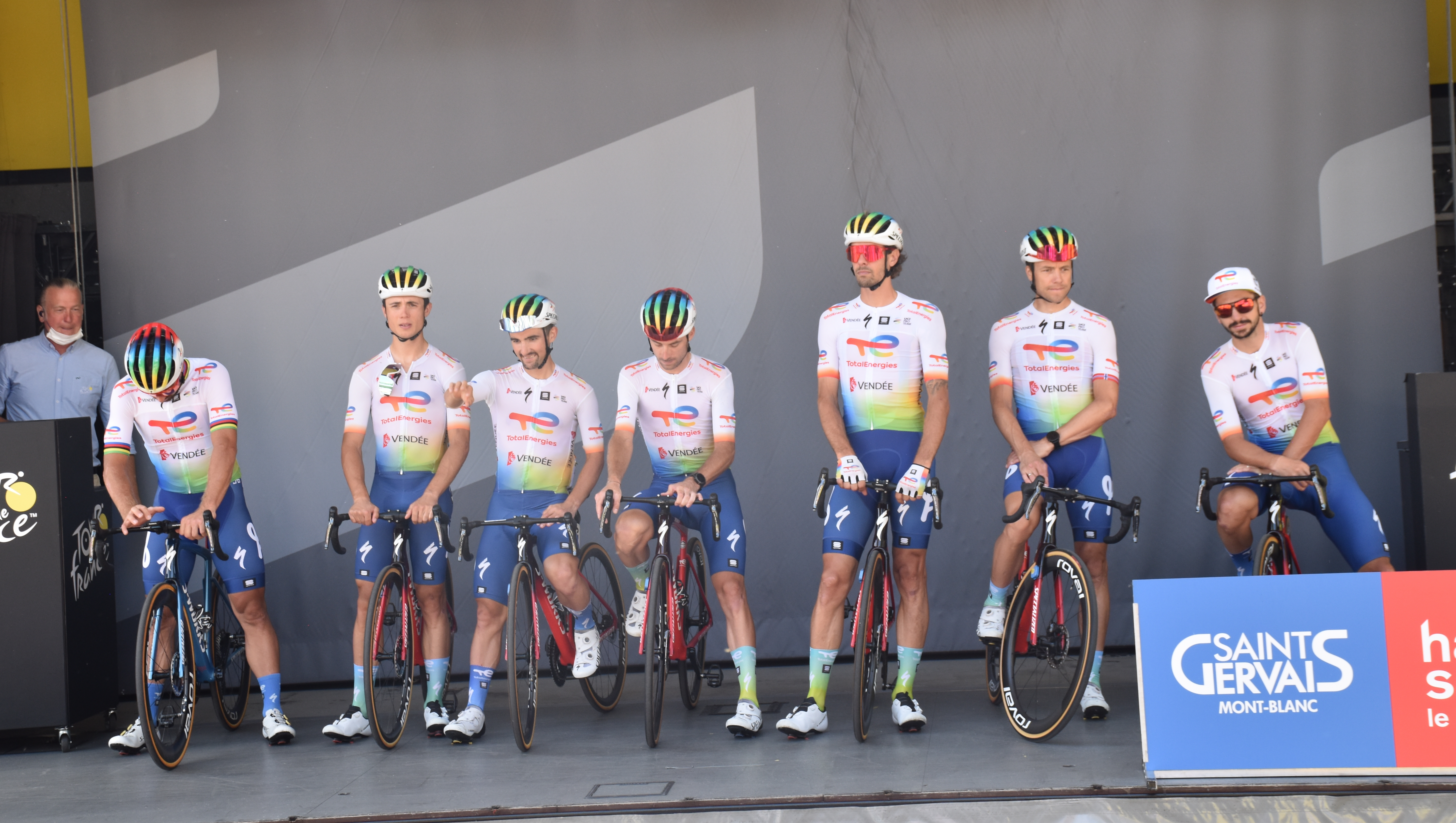
L'équipe Total Energie au départ de la 17e étape du Tour de France 2023.

Pour la saison 2022, TotalEnergies opère un grand changement. L'arrivée du Slovaque Peter Sagan (3 fois champion du monde , 7 Maillots vert et 12 étapes du Tour de France, Paris-Roubaix) avec le champion de Pologne du contre-la-montre en titre, Maciej Bodnar, le grand rouleur Italien, Daniel Oss et le quadruple champion de Slovaquie et frère de Peter, Juraj Sagan. A cela vient s'ajouter les deux arrivées du Vendée U, Sandy Dujardin et Alan Jousseaume. Pendant ce temps, Leonardo Bonifazio, Damien Gaudin, Romain Sicard, Jérôme Cousin et Marlon Gaillard prennent leur retraite tandis qu'Adrien Petit arrive chez Intermarché Wanty Gobert Matériaux.
L'équipe va réaliser une très belle saison, avec une équipe très homogène, sur tous les terrains, à l'image des 15 victoires réalisées par 11 coureurs différents. On retrouvera la saison de Peter Sagan, assez moyenne, en raison de ses deux infections à la Covid-19. Il réalisera tout de même de très belle place : vainqueur d'une étape du Tour de Suisse et de son championnat national sur route, de 4 Top 5 sur le Tour de France, il finira aussi 5e de Milan-Turin et 7e des championnats du monde. On retrouvera aussi des jeunes comme Sandy Dujardin, notamment vainqueur d'étape sur le Tour du Rwanda et 3e du Tour du Finistère et de la Roue Tourangelle, Valentin Ferron, vainqueur d'une étape du Critérium du Dauphiné, 2e et 3e de respectivement Paris-Camembert et la Route Adélie Vitré, Mathieu Burgaudeau, vainqueur d'une étape de Paris-Nice, 5e de l'Étoile de Bessèges et 2e du Tour du Doubs.
En 2023, comme habituellement en début d'année, l'équipe obtient de bons résultats en Afrique, avec trois victoires d'étape et le classement général au Gabon et une étape au Rwanda. Une victoire au sprint sur le Tour d'Espagne.
En 2024, Anthony Turgis remporte la 9e étape du tour de France.

## Principaux coureurs
Ce tableau présente les résultats obtenus au sein de l'équipe par une sélection de coureurs qui se sont distingués soit par le rôle de leader ou de capitaine de route qui leur a été attribué pendant tout ou partie de leur passage dans l'équipe (comme Didier Rous, leader de l'équipe à ses débuts), soit en remportant une course majeure pour l'équipe (comme Xavier Florencio, vainqueur de la classique de Saint-Sébastien 2006).
| Nom                | Naissance | Nationalité | Arrivée   | Départ    | Résultats |
| François Simon     | 1968      | France      | 2000      | 2002      | 1 étape de Paris-Nice (2000) |
| Walter Bénéteau    | 1972      | France      | 2000      | 2006      | 3° de la Bretagne Classic (2000) |
| Didier Rous        | 1970      | France      | 2000      | 2007      | Champion de France sur route (2001 et 2003) Grand Prix de Plouay (2004) |
| Xavier Florencio   | 1979      | Espagne     | 2006      | 2008      | Classique de Saint-Sébastien (2006) |
| Aurélien Clerc     | 1979      | Suisse      | 2007      | 2008      | 2° de Gand-Wevelgem (2008) |
| Pierrick Fédrigo   | 1978      | France      | 2005      | 2010      | Champion de France sur route (2005) Grand Prix de Plouay (2008) 3 étapes du Tour de France (2006,2009,2010) 2° de la Bretagne Classic (2009)                                                                                                 |
| Johann Tschopp     | 1982      | Suisse      | 2007      | 2010      | 1 étape du Tour d'Italie 2010 |
| Yury Trofimov      | 1984      | Russie      | 2008      | 2010      | Étoile de Bessèges (2008) 1 étape du Critérium du Dauphiné libéré 1 étape du Tour du Pays basque |
| Nicolas Vogondy    | 1977      | France      | 2010      | 2010      | Champion de France du contre-la-montre 2010 |
| Anthony Charteau   | 1979      | France      | 2001      | 2013      | Meilleur grimpeur du Tour de France 2010 |
| Sébastien Turgot   | 1984      | France      | 2008      | 2013      | 2° de Paris-Roubaix (2012) |
| Cyril Gautier      | 1987      | France      | 2009      | 2015      | 4° de la Bretagne Classic (2014) |
| Pierre Rolland     | 1986      | France      | 2009      | 2015      | classement du meilleur jeune du Tour de France 2011 2 étapes du Tour de France (2011,2012) 4e du Tour d'Italie 2014 |
| Thomas Voeckler    | 1979      | France      | 2000      | 2017      | Champion de France sur route (2004 et 2010) Grand Prix de Plouay (2007) Grand Prix cycliste de Québec (2010) Meilleur grimpeur du Tour de France 2012 4 étapes du Tour de France 4e du Tour de France 2011 4° de Liège-Bastogne-Liège (2012) |
| Bryan Coquard      | 1992      | France      | 2013      | 2017      | Champion du monde de l'américaine (2015) 4° de l'Amstel Gold Race (2016) |
| Sylvain Chavanel   | 1979      | France      | 2000 2016 | 2004 2018 | Quatre Jours de Dunkerque (2002 et 2004) 9e du Tour des Flandres (2017) |
| Lilian Calmejane   | 1992      | France      | 2016      | 2020      | 1 étape du Tour d'Espagne (2016) 1 étape du Tour de France (2017) |
| Damien Gaudin      | 1986      | France      | 2008 2018 | 2013 2021 | 5e de Paris-Roubaix (2013) |
| Niki Terpstra      | 1984      | Pays-Bas    | 2019      | 2022      | 2e de Paris-Tours (2019) |
| Niccolò Bonifazio  | 1993      | Italie      | 2019      | 2022      | 1 étape de Paris-Nice (2020) |
| Peter Sagan        | 1990      | Slovaquie   | 2022      | 2023      | 1 étape du Tour de Suisse (2022) |
| Dries Van Gestel   | 1994      | Belgique    | 2020      | 2024      | 3° de Gant-Wevelgem (2022) |
| Alexis Vuillermoz  | 1988      | France      | 2021      | 2024      | 1 étape du Critérium du Dauphiné (2022) |
| Valentin Ferron    | 1998      | France      | 2021      | 2024      | 1 étape du Critérium du Dauphiné (2022) |
| Anthony Turgis     | 1994      | France      | 2019      |           | 1 étape du Tour de France (2024) 2e de Milan-SanRemo (2022) 2e d'A Travers la Flandre (2019) 4° du Tour des Flandres (2020) |
| Mathieu Burgaudeau | 1998      | France      | 2019      |           | 1 étape de Paris-Nice (2022) 2e de la Bretagne Classic (2023) |
| Geoffrey Soupe     | 1988      | France      | 2020      |           | 1 étape du Tour d'Espagne (2023) |
| Jason Tesson       | 1998      | France      | 2023      |           | 4e Classic Brugges-La-Panne (2024) |

### Encadrement de l'équipe

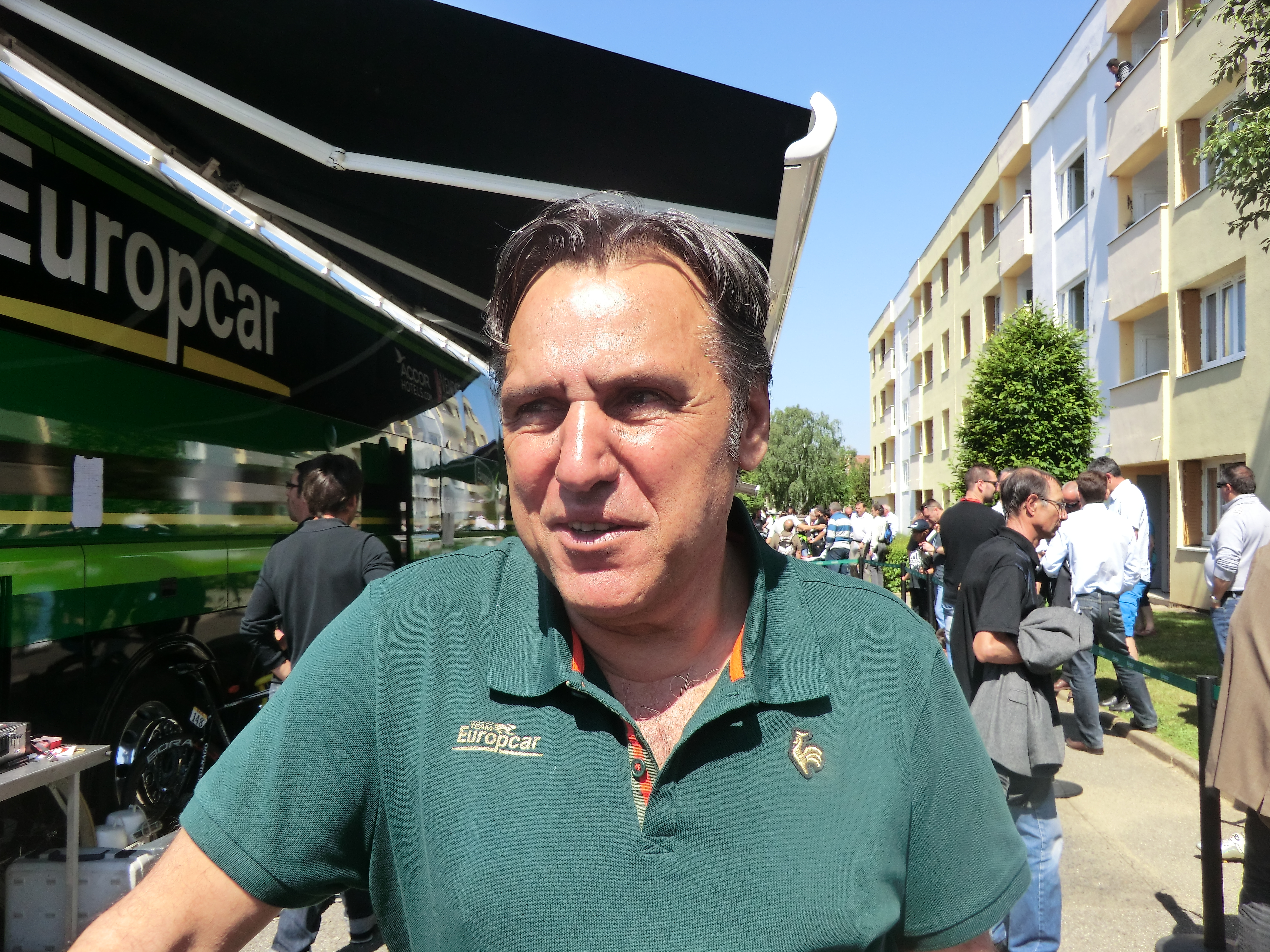
Jean-René Bernaudeau, manager de l'équipe, lors du Critérium du Dauphiné 2013.

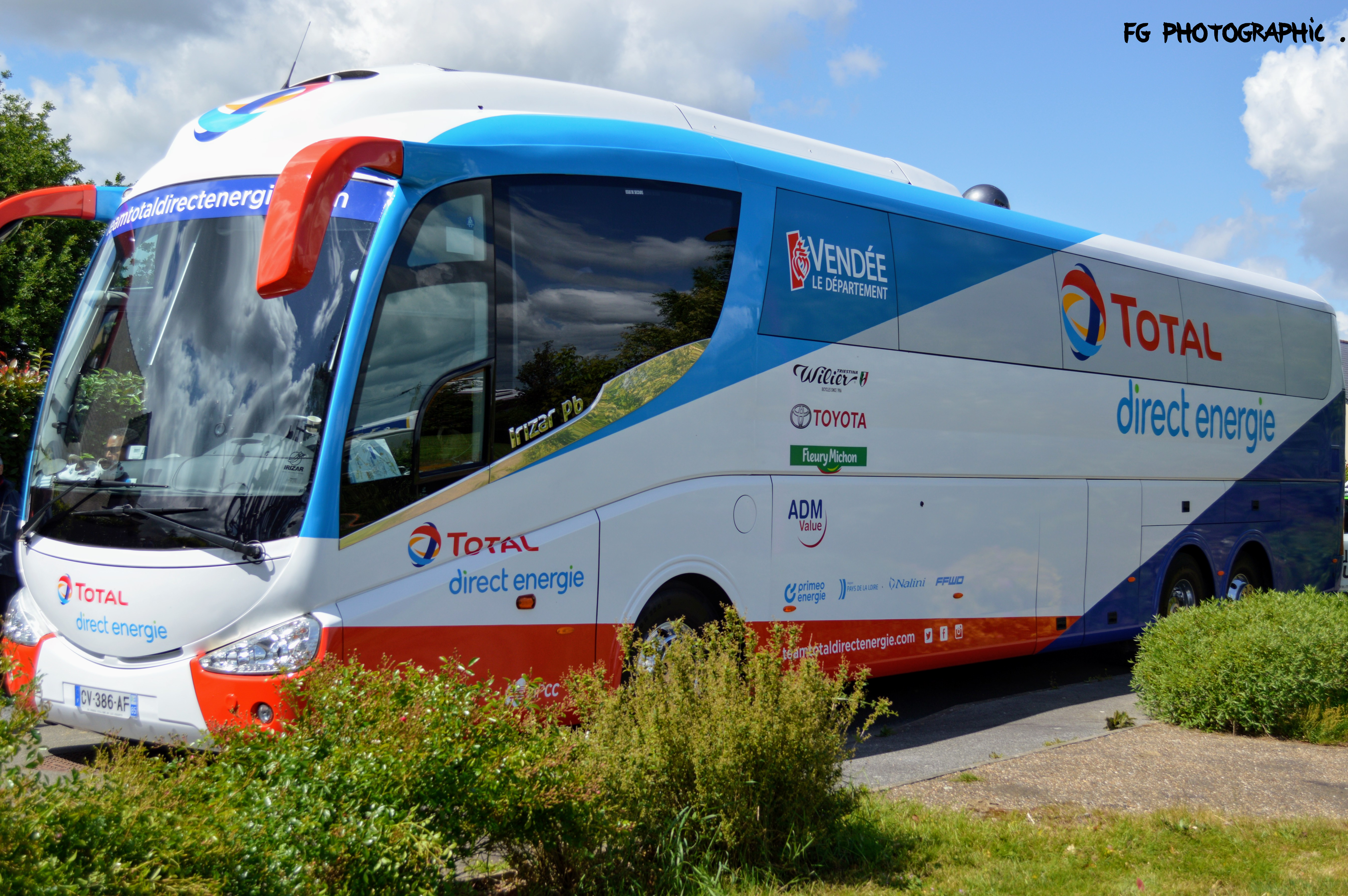
Bus de l'équipe pour la saison 2019

L'équipe est créée en 2000 par Philippe Raimbaud et Jean-René Bernaudeau, tous deux fondateurs de Vendée U et de la société Vendée Cyclisme SA. Depuis le retrait de Raimbaud en 2004, Jean-René Bernaudeau dirige seul l'équipe professionnelle. La même année, Nicolas Guillé et Thierry Bricaud, qui occupaient le poste de directeur sportif, sont licenciés par Bernaudeau qui les accuse d'avoir soutenu Philippe Raimbaud, et remplacés par Ismaël Mottier et Dominique Arnould, toujours en poste en 2013. Philippe Mauduit et Christian Guiberteau ont également été directeurs sportifs de l'équipe jusqu'en juin 2009.
L'encadrement de l'équipe a souvent accueilli d'anciens coureurs de la formation, comme Christophe Faudot entre 2001 et 2005, Didier Rous entre 2008 et 2010, Andy Flickinger depuis 2012 et Sébastien Joly en 2013.
Lylian Lebreton est recruté en 2014 au poste de directeur sportif.

## Vendée U

Logo de l'équipe Vendée U-Pays de la Loire.

Issue de l'équipe amateur Vendée U, l'équipe professionnelle demeure liée à celle-ci par une convention signée avec le conseil général de la Vendée, stipulant que l'équipe professionnelle ne peut recruter un coureur néo-professionnel que s'il est passé par la structure Vendée U. De ce fait, Vendée U est considérée comme l'antichambre de l'équipe professionnelle, et de nombreux coureurs formés au sein du club ont évolué dans l'équipe professionnelle de Jean-René Bernaudeau, comme Sylvain Chavanel, Jérôme Pineau ou Anthony Geslin. En 2013, 15 des 25 coureurs de l'équipe Europcar sont issus de la formation Vendée U, ce qui représente 60 % de l'effectif professionnel. Les deux équipes se partagent les locaux du manoir Saint-Michel aux Essarts.

## L'équipe et le dopage
Durant le Tour d'Italie 2001, Noan Lelarge fait l'objet d’un contrôle antidopage positif à la triamcinolone acétonide. Il est licencié par l’équipe, qui dénonce un « acte individuel totalement irresponsable ».
Lors du Tour d'Espagne 2005, Unai Yus est retiré de l'épreuve par son équipe, car il était en possession de médicaments non-prescrits par le médecin de l'équipe. Il est ensuite licencié. Le directeur de l'équipe Jean-René Bernaudeau avance notamment que des hormones de croissance figuraient parmi les produits, ce que Yus dément. Cette affaire provoque également la rupture des négociations concernant le recrutement de Yus par Euskaltel-Euskadi.
En juillet 2007, la formation Bouygues Telecom est à l'origine de la création, avec six autres équipes, du Mouvement pour un cyclisme crédible (MPCC), qui défend l'idée d'un cyclisme propre en visant le plus strict respect du code éthique mis en place par l'UCI,.
En 2012, l'équipe Europcar doit faire face à des accusations de dopage. Anthony Charteau, meilleur grimpeur du Tour de France 2010, est arrêté plusieurs jours à la suite d'un contrôle ayant révélé un taux de cortisol effondré. À deux jours du départ du Tour, le quotidien L'Équipe révèle qu'une enquête préliminaire sur l'éventuelle utilisation de substances interdites par les coureurs de l'équipe avait été ouverte par le parquet de Paris un mois après la fin du Tour de France 2011,. Le médecin de l'équipe ainsi que le manager Jean-René Bernaudeau repoussent ces accusations, assurant qu'aucune erreur n'a été commise par Europcar. Devant l'absence de faits avérés, l'enquête est classée sans suite en mai 2013.
En juin 2013, Pierre Rolland et l'équipe Europcar sont montrés du doigt : aligné sur le Critérium du Dauphiné, le coureur a pris le départ de la 8e étape malgré une analyse révélant un taux de cortisolémie trop faible, ce qui est contraire aux règles édictées par le MPCC, qui exclut l'équipe Europcar à titre conservatoire après cette affaire. N'ayant subi aucun contrôle positif, Pierre Rolland ne fait l'objet d'aucune suspension.

## Palmarès et statistiques

### Championnats du monde
- Championnat du monde de l'américaine : Bryan Coquard en 2015

### Championnats continentaux
- Championnat d'Asie sur route : 1
  - Course en ligne : Yukiya Arashiro en 2011
- Championnat d'Europe de cyclisme sur piste : 4
  - Course à l'élimination : Bryan Coquard en 2015
  - Poursuite par équipes : Sylvain Chavanel en 2016
  - Course à l'américaine espoirs : Bryan Coquard en 2013
  - Omnium espoirs : Thomas Boudat en 2016

### Courses d'un jour
Victoires sur les classiques World Tour, ou niveau équivalent
- Grand Prix de Plouay : 2004 (Didier Rous), 2007 (Thomas Voeckler), 2008 (Pierrick Fédrigo)
- Classique de Saint-Sébastien : 2006 (Xavier Florencio)
- Grand Prix cycliste de Québec : 2010 (Thomas Voeckler)

Victoires sur les autres courses d'un jour
- Paris-Camembert : 2000 (Didier Rous), 2004 (Franck Bouyer), 2005 (Laurent Brochard), 2006 (Anthony Geslin), 2014 (Bryan Coquard), 2018 (Lilian Calmejane) et 2023 (Valentin Ferron)
- Grand Prix de Villers-Cotterêts : 2000 (Damien Nazon)
- Grand Prix Le Télégramme/Boucles de l'Aulne : 2000, 2003 (Walter Bénéteau)
- Tour de Vendée : 2001 (Didier Rous), 2002 (Franck Bouyer)
- Trophée des Grimpeurs : 2001, 2003, 2006 (Didier Rous), 2002 (Sylvain Chavanel), 2007 (Anthony Geslin), 2009 (Thomas Voeckler)
- Grand Prix de la Ville de Lillers : 2002 (Pascal Deramé), 2003 (Damien Nazon), 2017 (Thomas Boudat)
- Tour du Haut Var : 2003 (Sylvain Chavanel)
- Classic Loire Atlantique : 2003 (Thomas Voeckler)
- Grand Prix Rudy Dhaenens : 2003 (Christophe Kern)
- Polynormande : 2003 (Jérôme Pineau), 2004 (Sylvain Chavanel), 2012 (Tony Hurel)
- Clasica de Almeria : 2004 (Jérôme Pineau)
- Route Adélie de Vitré : 2004 (Anthony Geslin), 2010 (Cyril Gautier), 2014 (Bryan Coquard)
- Tour du Doubs : 2004 (Matthieu Sprick), 2006 (Yoann Le Boulanger), 2007 (Vincent Jérôme), 2008 (Anthony Geslin)
- Paris-Bourges : 2004 (Jérôme Pineau), 2006 (Thomas Voeckler)
- Cholet-Pays de la Loire : 2005 (Pierrick Fédrigo), 2011 (Thomas Voeckler), 2013 (Damien Gaudin), 2018 (Thomas Boudat)
- Tro Bro Leon : 2007, 2009 (Saïd Haddou), 2011 (Vincent Jérôme)
- Grand Prix de Plumelec-Morbihan : 2008 (Thomas Voeckler), 2022 (Julien Simon)
- Chrono des Nations-Les Herbiers-Vendée : 2008 (Stef Clement)
- Roue Tourangelle : 2011 (David Veilleux), 2014 (Angélo Tulik), 2024 (Jason Tesson)
- Flèche brabançonne : 2012 (Thomas Voeckler)
- Mi-août bretonne : 2012 (David Veilleux)
- Trois vallées varésines : 2012 (David Veilleux)
- Tour du Finistère : 2013 (Cyril Gautier), 2018 (Jonathan Hivert), 2022 (Julien Simon)
- Châteauroux Classic : 2013 (Bryan Coquard)
- Classica Corsica : 2015 (Thomas Boudat)
- Drôme Classic : 2018 (Lilian Calmejane)
- Paris-Troyes : 2018 (Adrien Petit)
- Grand Prix La Marseillaise : 2019 (Anthony Turgis)
- Classic de l'Ardèche : 2019 (Lilian Calmejane)
- Grand Prix Miguel Indurain : 2019 (Jonathan Hivert)
- Tour de Drenthe : 2019 (Pim Ligthart), 2022 (Dries Van Gestel)
- Circuit de Wallonie : 2019 (Thomas Boudat)
- Circuit Mandel-Lys-Escaut : 2019 (Niccolò Bonifazio)
- Grand Prix Jef Scherens : 2019, 2021 (Niccolò Bonifazio)
- Paris-Chauny : 2019 (Anthony Turgis)
- Grand Prix de Valence : 2021 (Lorrenzo Manzin)

### Courses par étapes
- Grand Prix du Midi libre : 2000 (Didier Rous)
- Quatre Jours de Dunkerque : 2001 (Didier Rous), 2002 et 2004 (Sylvain Chavanel), 2005 (Pierrick Fédrigo), 2011 (Thomas Voeckler) et 2016 (Bryan Coquard)
- Tour du Limousin : 2001 (Franck Bouyer), 2007 (Pierrick Fédrigo) et 2012 (Yukiya Arashiro)
- Circuit de la Sarthe : 2002 (Didier Rous), 2008 (Thomas Voeckler), 2013 (Pierre Rolland) et 2017 (Lilian Calmejane)
- Tour de Normandie : 2002 (Jérôme Pineau), 2012 (Jérôme Cousin)
- Tour de Luxembourg : 2003 (Thomas Voeckler)
- Tour de Belgique : 2004 (Sylvain Chavanel)
- Tour de l'Ain : 2004 (Jérôme Pineau)
- Route du Sud : 2006 et 2013 (Thomas Voeckler)
- Paris-Corrèze : 2006 (Didier Rous)
- Tour du Poitou-Charentes : 2007 et 2013 (Thomas Voeckler), 2016 (Sylvain Chavanel)
- Étoile de Bessèges : 2008 (Yury Trofimov), 2009 (Thomas Voeckler), 2017 (Lilian Calmejane)
- Tour ivoirien de la paix : 2008 (Rony Martias)
- Tour du Haut-Var : 2009, 2011 (Thomas Voeckler), 2018 (Jonathan Hivert)
- Tropicale Amissa Bongo : 2010, 2011 et 2012 (Anthony Charteau), 2013 et 2017 (Yohann Gène), 2014 (Natnael Berhane), 2016 (Adrien Petit), 2019 (Niccolò Bonifazio) et 2023 (Geoffrey Soupe)
- Tour de Bretagne : 2010 (Franck Bouyer)
- Critérium international : 2010 (Pierrick Fédrigo)
- Boucles de la Mayenne : 2013 (David Veilleux), 2016 (Bryan Coquard)
- Tour de Turquie : 2013 (Natnael Berhane)
- Tour de Castille-et-León : 2015 (Pierre Rolland), 2017 (Jonathan Hivert)
- Tour de La Provence : 2016 (Thomas Voeckler)
- Tour de Yorkshire : 2016 (Thomas Voeckler)
- Semaine internationale Coppi et Bartali : 2017 (Lilian Calmejane)
- Tour du Rwanda : 2021 (Cristian Rodríguez)
- Tour d'Istanbul : 2024 (Mathieu Burgaudeau)
- Tour de Kyushu : 2024 (Émilien Jeannière)

### Championnats nationaux

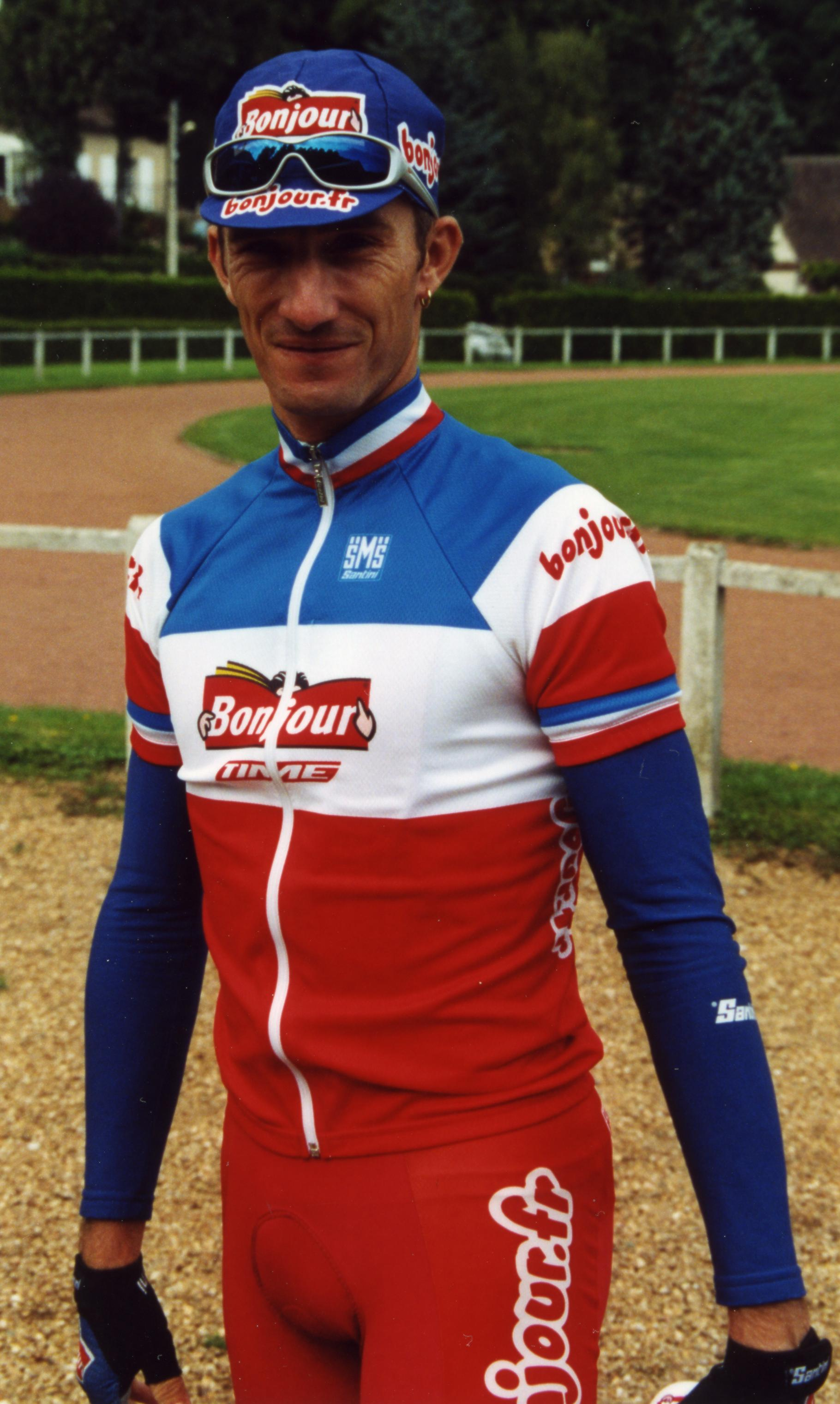
Didier Rous, champion de France en 2001.

- Championnats du Canada sur route : 1
  - Critérium : 2011 (David Veilleux)
- Championnats d'Érythrée sur route : 1
  - Contre-la-montre : 2014 (Natnael Berhane)
- Championnats d'Estonie sur route : 2
  - Course en ligne : 2007 (Erki Pütsep)
  - Contre-la-montre : 2019 (Rein Taaramäe)
- Championnats de France sur route : 7
  - Course en ligne : 2001, 2003 (Didier Rous), 2004, 2010 (Thomas Voeckler) et 2005 (Pierrick Fédrigo)
  - Contre-la-montre : 2010 (Nicolas Vogondy) et 2011 (Christophe Kern)
- Championnats du Japon sur route : 1
  - Course en ligne : 2013 (Yukiya Arashiro)
- Championnats de Namibie sur route : 1
  - Course en ligne : 2015 (Dan Craven)
- Championnats des Pays-Bas sur route : 2
  - Contre-la-montre : 2006 et 2007 (Stef Clement)
- Championnats de Pologne sur route : 1
  - Contre-la-montre : 2022 (Maciej Bodnar)
- Championnats de Slovaquie sur route : 1
  - Course en ligne : 2022 (Peter Sagan)
- Championnats de France sur piste : 18
  - Américaine : 2008 (Sébastien Turgot et Damien Gaudin), 2010 (Damien Gaudin), 2015 (Thomas Boudat et Bryan Coquard) et 2017 (Sylvain Chavanel et Thomas Boudat)
  - Poursuite : 2009, 2010 et 2012 (Damien Gaudin) et 2016 (Sylvain Chavanel)
  - Poursuite par équipes : 2008, 2009, 2010, 2011 (Damien Gaudin) et 2015 (Thomas Boudat, Bryan Coquard, Julien Morice et Bryan Nauleau)
  - Course aux points : 2015 et 2016 (Thomas Boudat)
  - Omnium : 2015 (Julien Morice) et 2018 (Thomas Boudat)
  - Scratch : 2016, 2017 et 2018 (Thomas Boudat)
- Championnats d'Espagne de cyclo-cross : 1
  - Élites : 2005 (Unai Yus)

### Coupe de France
- Classement général individuel : 3
  - 2002 (Franck Bouyer)
  - 2008 (Jérôme Pineau)
  - 2022 (Julien Simon)
- Classement du meilleur jeune : 4
  - 2003 (Sylvain Chavanel)
  - 2004 (Jérôme Pineau)
  - 2013, 2016 (Bryan Coquard)
- Classement par équipes : 4
  - 2002, 2003, 2006 et 2022

## Classements UCI
En 2000 et 2001, l'équipe Bonjour est classée parmi les Groupes Sportifs II (GSII), la deuxième catégorie des équipes cyclistes professionnelles. De 2002 à 2004, elle est parmi les Groupes Sportifs I (GSI), en ayant changé de nom en 2003. Les classements donnés ci-dessous pour cette période sont ceux de l'équipe en fin de saison.
| Saison | Classement par équipes | Meilleur coureur au classement individuel |
| ------ | ---------------------- | ----------------------------------------- |
| 2000   | 5e (GSII)              | Didier Rous (106e)                        |
| 2001   | 4e (GSII)              | Didier Rous (27e)                         |
| 2002   | 27e                    | Sylvain Chavanel (83e)                    |
| 2003   | 19e                    | Sylvain Chavanel (36e)                    |
| 2004   | 16e                    | Jérôme Pineau (35e)                       |

À compter de 2005, l'équipe Bouygues Telecom intègre le ProTour. Le tableau ci-dessous présente les classements de l'équipe sur ce circuit, ainsi que son meilleur coureur au classement individuel.
| Saison | Classement par équipes | Meilleur coureur au classement individuel |
| ------ | ---------------------- | ----------------------------------------- |
| 2005   | 17e                    | Anthony Geslin (62e)                      |
| 2006   | 19e                    | Xavier Florencio (58e)                    |
| 2007   | 16e                    | Thomas Voeckler (52e)                     |
| 2008   | 15e                    | Pierrick Fédrigo (15e)                    |

En 2009, le classement du ProTour est remplacé par le classement mondial UCI.
| Calendrier mondial | Calendrier mondial     | Calendrier mondial                        | Calendrier mondial |
| Année              | Classement par équipes | Meilleur coureur au classement individuel |                    |
| ------------------ | ---------------------- | ----------------------------------------- | ------------------ |
| 2009               | 19e                    | Pierrick Fédrigo (51e)                    |                    |
| 2010               | 19e                    | Thomas Voeckler (41e)                     |                    |
|                    |                        |                                           |                    |
| Source : UCI       |                        |                                           |                    |

De 2010 à 2013, l'équipe ne fait plus partie des équipes ProTour. Elle participe principalement aux épreuves des circuits continentaux. Le tableau ci-dessous présente les classements de l'équipe sur les circuits, ainsi que son meilleur coureur au classement individuel.
UCI Africa Tour
| UCI Africa Tour | UCI Africa Tour        | UCI Africa Tour                           | UCI Africa Tour |
| Année           | Classement par équipes | Meilleur coureur au classement individuel |                 |
| --------------- | ---------------------- | ----------------------------------------- | --------------- |
| 2010            | 2e                     | Anthony Charteau (6e)                     |                 |
| 2011            | 2e                     | Anthony Charteau (8e)                     |                 |
| 2012            | 3e                     | Anthony Charteau (11e)                    |                 |
| 2013            | 3e                     | Yohann Gène (4e)                          |                 |
| 2015            | 5e                     | Dan Craven (35e)                          |                 |
| 2016            | 5e                     | Adrien Petit (12e)                        |                 |
| 2017            | 5e                     | Yohann Gène (12e)                         |                 |
| 2018            | 8e                     | Damien Gaudin (34e)                       |                 |
|                 |                        |                                           |                 |
| Source : UCI    |                        |                                           |                 |

UCI America Tour
| UCI America Tour | UCI America Tour       | UCI America Tour                          | UCI America Tour |
| Année            | Classement par équipes | Meilleur coureur au classement individuel |                  |
| ---------------- | ---------------------- | ----------------------------------------- | ---------------- |
| 2011             | 41e                    | David Veilleux (380e)                     |                  |
| 2015             | 45e                    | Yukiya Arashiro (273e)                    |                  |
| 2016             | 34e                    | Antoine Duchesne (170e)                   |                  |
| 2017             | 48e                    | Ryan Anderson (354e)                      |                  |
|                  |                        |                                           |                  |
| Source : UCI     |                        |                                           |                  |

UCI Asia Tour
| UCI Asia Tour | UCI Asia Tour          | UCI Asia Tour                             | UCI Asia Tour |
| Année         | Classement par équipes | Meilleur coureur au classement individuel |               |
| ------------- | ---------------------- | ----------------------------------------- | ------------- |
| 2010          | 56e                    | Johann Tschopp (227e)                     |               |
| 2011          | 14e                    | Yukiya Arashiro (7e)                      |               |
| 2012          | 41e                    | Matteo Pelucchi (139e)                    |               |
| 2013          | 23e                    | Yukiya Arashiro (29e)                     |               |
| 2015          | 42e                    | Yukiya Arashiro (67e)                     |               |
| 2018          | 101e                   | Rein Taaramäe (498e)                      |               |
|               |                        |                                           |               |
| Source : UCI  |                        |                                           |               |

UCI Europe Tour
| UCI Europe Tour | UCI Europe Tour        | UCI Europe Tour                           | UCI Europe Tour |
| Année           | Classement par équipes | Meilleur coureur au classement individuel |                 |
| --------------- | ---------------------- | ----------------------------------------- | --------------- |
| 2010            | 12e                    | Pierrick Fédrigo (12e)                    |                 |
| 2011            | 8e                     | Thomas Voeckler (5e)                      |                 |
| 2012            | 8e                     | Thomas Voeckler (17e)                     |                 |
| 2013            | 1er                    | Bryan Coquard (2e)                        |                 |
| 2015            | 12e                    | Bryan Coquard (8e)                        |                 |
| 2016            | 2e                     | Bryan Coquard (4e)                        |                 |
| 2017            | 6e                     | Lilian Calmejane (12e)                    |                 |
| 2018            | 4e                     | Lilian Calmejane (17e)                    |                 |
| 2019            | 1er                    | Anthony Turgis (52e)                      |                 |
| 2020            | 5e                     | Anthony Turgis (70e)                      |                 |
| 2021            | 3e                     | Anthony Turgis (72e)                      |                 |
| 2022            | 3e                     | Dries Van Gestel (39e)                    |                 |
| 2023            | 4e                     | Mathieu Burgaudeau (79e)                  |                 |
| 2024            | 5e                     | Émilien Jeannière (66e)                   |                 |
|                 |                        |                                           |                 |
| Source : UCI    |                        |                                           |                 |

UCI Oceania Tour
| UCI Oceania Tour | UCI Oceania Tour       | UCI Oceania Tour                          | UCI Oceania Tour |
| Année            | Classement par équipes | Meilleur coureur au classement individuel |                  |
| ---------------- | ---------------------- | ----------------------------------------- | ---------------- |
| 2010             | 5e                     | Yukiya Arashiro (6e)                      |                  |
|                  |                        |                                           |                  |
| Source : UCI     |                        |                                           |                  |

En 2014, l'équipe Europcar intègre l'UCI World Tour pour une seule saison.
| UCI World Tour | UCI World Tour         | UCI World Tour                            | UCI World Tour |
| Année          | Classement par équipes | Meilleur coureur au classement individuel |                |
| -------------- | ---------------------- | ----------------------------------------- | -------------- |
| 2014           | 18e                    | Pierre Rolland (36e)                      |                |
|                |                        |                                           |                |
| Source : UCI   |                        |                                           |                |

Depuis 2016, l'équipe est également classée au Classement mondial UCI qui prend en compte toutes les épreuves UCI et concerne toutes les équipes UCI.
| Classement mondial | Classement mondial     | Classement mondial                        | Classement mondial |
| Année              | Classement par équipes | Meilleur coureur au classement individuel |                    |
| ------------------ | ---------------------- | ----------------------------------------- | ------------------ |
| 2016               | -                      | Bryan Coquard (18e)                       |                    |
| 2017               | -                      | Lilian Calmejane (67e)                    |                    |
| 2018               | -                      | Lilian Calmejane (99e)                    |                    |
| 2019               | 16e                    | Anthony Turgis (64e)                      |                    |
| 2020               | 24e                    | Anthony Turgis (85e)                      |                    |
| 2021               | 22e                    | Anthony Turgis (86e)                      |                    |
| 2022               | 17e                    | Dries Van Gestel (46e)                    |                    |
| 2023               | 22e                    | Mathieu Burgaudeau (97e)                  |                    |
| 2024               | 23e                    | Émilien Jeannière (83e)                   |                    |
|                    |                        |                                           |                    |
| Source : UCI       |                        |                                           |                    |

## Bilan sur les grands tours
Depuis 2000, l'équipe compte 44 participations dans les grands tours, avec les résultats suivants :
- Tour de France
  - 26 participations (2000, 2001, 2002, 2003, 2004, 2005, 2006, 2007, 2008, 2009, 2010, 2011, 2012, 2013, 2014, 2015, 2016, 2017, 2018, 2019, 2020, 2021, 2022, 2023, 2024 et 2025)
  - 11 victoires d'étapes : 
    - 1 en 2006 : Pierrick Fédrigo
    - 2 en 2009 : Thomas Voeckler et Pierrick Fédrigo
    - 2 en 2010 : Thomas Voeckler et Pierrick Fédrigo
    - 1 en 2011 : Pierre Rolland
    - 3 en 2012 : Thomas Voeckler (2) et Pierre Rolland
    - 1 en 2017 : Lilian Calmejane
    - 1 en 2024 : Anthony Turgis

  - Meilleur classement individuel : Thomas Voeckler, 4e en 2011
  - Classements annexes : 3
    -  Classement de la montagne : Anthony Charteau en 2010, Thomas Voeckler en 2012.
    -  Meilleur jeune : Pierre Rolland en 2011.
- Tour d'Italie
  - 7 participations (2001, 2005, 2006, 2007, 2009, 2010, 2014)
  - 1 victoire d'étape :
    - 1 en 2010 : Johann Tschopp

  - Meilleur classement individuel : Pierre Rolland, 4e en 2014
- Tour d'Espagne
  - 11 participations (2005, 2006, 2007, 2008, 2009, 2010, 2014, 2015, 2016, 2020, 2023)
  - 2 victoires d'étape :
    - 1 en 2016 : Lilian Calmejane
    - 1 en 2023 : Geoffrey Soupe

  - Meilleur classement individuel : Steff Cras, 11e en 2023

## TotalEnergies en 2025
Effectif
| Effectif 2025            | Effectif 2025     | Effectif 2025 | Effectif 2025                        |
| Cycliste                 | Date de naissance | Pays          | Équipe précédente                    |
| ------------------------ | ----------------- | ------------- | ------------------------------------ |
| Lucas Boniface           | 24 octobre 2000   | France        | Vendée U Pays de la Loire (2023)     |
| Thomas Bonnet            | 13 septembre 1998 | France        | Vendée U Pays de la Loire (2022)     |
| Rayan Boulahoite         | 24 février 2004   | France        | Vendée U Pays de la Loire (2024)     |
| Alexys Brunel            | 10 octobre 1998   | France        | UAE Team Emirates (2022)             |
| Mathieu Burgaudeau       | 17 novembre 1998  | France        | Vendée U Pays de la Loire (2018)     |
| Steff Cras               | 13 février 1996   | Belgique      | Lotto-Soudal (2022)                  |
| Florian Dauphin          | 6 avril 1999      | France        | Arkéa-B&B Hôtels Continentale (2024) |
| Joris Delbove            | 15 juillet 2000   | France        | Saint Michel-Mavic-Auber 93 (2024)   |
| Alexandre Delettre       | 25 octobre 1997   | France        | Saint Michel-Mavic-Auber 93 (2024)   |
| Fabien Doubey            | 21 octobre 1993   | France        | Circus-Wanty Gobert (2020)           |
| Sandy Dujardin           | 29 mai 1997       | France        | Vendée U Pays de la Loire (2021)     |
| Thomas Gachignard        | 17 août 2000      | France        | Saint Michel-Mavic-Auber 93 (2023)   |
| Fabien Grellier          | 31 octobre 1994   | France        | Vendée U (2015)                      |
| Émilien Jeannière        | 26 septembre 1998 | France        | Vendée U Pays de la Loire (2022)     |
| Jordan Jegat             | 7 juin 1999       | France        | CIC U Nantes Atlantique (2023)       |
| Alan Jousseaume          | 3 août 1998       | France        | Vendée U Pays de la Loire (2021)     |
| Pierre Latour            | 12 octobre 1993   | France        | AG2R La Mondiale (2020)              |
| Samuel Leroux            | 27 novembre 1994  | France        | Van Rysel-Roubaix (2024)             |
| Lorrenzo Manzin          | 26 juillet 1994   | France        | Vital Concept-B&B Hotels (2019)      |
| Nicola Marcerou          | 23 septembre 2002 | France        | Vendée U Pays de la Loire (2024)     |
| Valentin Retailleau      | 18 juin 2000      | France        | Decathlon-AG2R La Mondiale (2024)    |
| Geoffrey Soupe           | 22 mars 1988      | France        | Cofidis, Solutions Crédits (2019)    |
| Jason Tesson             | 9 janvier 1998    | France        | Saint Michel-Auber 93 (2022)         |
| Anthony Turgis           | 16 mai 1994       | France        | Cofidis, Solutions Crédits (2018)    |
| Baptiste Vadic           | 14 avril 2002     | France        | Vendée U Pays de la Loire (2023)     |
| Mattéo Vercher           | 26 janvier 2001   | France        | Vendée U Pays de la Loire (2022)     |
|                          |                   |               |                                      |
| Source : ProCyclingStats |                   |               |                                      |

Victoires
| Victoires | Victoires                           | Victoires | Victoires | Victoires      | Victoires |
| Date      | Course                              | Pays      | Classe    | Vainqueur      |           |
| --------- | ----------------------------------- | --------- | --------- | -------------- | --------- |
| 27 fév.   | 4e étape du Tour du Rwanda          | Rwanda    | 2.1       | Joris Delbove  |           |
| 2 mars    | Classement général, Tour du Rwanda  | Rwanda    | 2.1       | Fabien Doubey  |           |
| 9 mars    | Grand Prix Jean-Pierre Monseré      | Belgique  | 1.1       | Alexys Brunel  |           |
| 20 avr.   | Tour du Doubs                       | France    | 1.1       | Mattéo Vercher |           |
| 24 avr.   | 1re étape du Tour des Asturies      | Espagne   | 2.1       | Steff Cras     |           |
| 30 mai    | 1re étape des Boucles de la Mayenne | France    | 2.Pro     | Pierre Latour  |           |

## Saisons précédentes
| - Bouygues Telecom en 2005 - Bouygues Telecom en 2006 - Bouygues Telecom en 2007 - Bouygues Telecom en 2008 - BBox Bouygues Telecom en 2009 - BBox Bouygues Telecom en 2010 - Team Europcar en 2011 - Team Europcar en 2012 - Team Europcar en 2013 - Team Europcar en 2014 - Team Europcar en 2015 | - Direct Énergie en 2016 - Direct Énergie en 2017 - Direct Énergie en 2018 - Total Direct Énergie en 2019 - Total Direct Énergie en 2020 - Total Direct Énergie en 2021 - TotalEnergies en 2022 - TotalEnergies en 2023 - TotalEnergies en 2024 - TotalEnergies en 2025 |